# 機甲創世記モスピーダ
『機甲創世記モスピーダ』（きこうそうせいきモスピーダ、Genesis Climber MOSPEADA ）は、1983年10月2日から1984年3月25日まで、フジテレビ系列で放送されたタツノコプロ、アニメフレンド制作のテレビアニメ。全25話。

## 作品概要
タツノコプロがアートミックと共同で、企画・制作した作品。個性的なキャラクターたちと、目的地をめざしての道中で出会う様々な人々や出来事を描くロードムービー的なストーリー、異星生物による地球占領という最悪のファーストコンタクトなど独自色の高い一作だった。
柿沼秀樹によると、当初は機械化歩兵の話だったという。しかし本作のスポンサーに今井科学が決まったことで、今井が当時ヒットさせていた『超時空要塞マクロス』のバルキリーと同様の、可変戦闘機を出すことを要求された。そのため、三段変形する可変戦闘攻撃機 レギオスが主役級メカニックとして登場することとなった。さらに、それ以外の新しい変形メカも要求された。柿沼によると「別企画の『テクノポリス21C』みたいな未来警察物の変形オートバイをアートミックの鈴木敏充が本作のプレゼンテーションに持っていったと思う」とのこと。これがオートバイが変形して強化服になる、ライドアーマー となった。
柿沼秀樹や荒牧伸志、窪田正義らは「ハリウッド娯楽戦争映画の世代」であり、本作は「ノルマンディ上陸作戦のSF版」をやりたかったそうである。ところが柿沼いわく、鈴木敏充と富田祐弘と岩田弘は「ハリウッド西部劇世代」だった。「戦争映画世代」の柿沼たちは「占領下のフランスの村々を侵略者から解放して敵の本陣まで進撃していく歩兵中隊の話」を提案したが、脚本は基本的構造は踏襲しているものの『拳銃無宿』のようなホースオペラになっていた、と柿沼は語っている。富田以外の脚本家が脚本を担当した回は、比較的柿沼らが提案した傾向の物語になっている。柿沼は本作を「要素がバラバラ」としている。また「『モスピーダ』をリメイクしたら、絶対に面白いですよ」とも述べている。なお、柿沼は後に本作のリメイクとも言うべき作品『ジャンクフォース』を執筆している。
主題歌は、OP・EDともタケカワユキヒデが作曲した。オープニングの作画を担当した金田伊功は、本編には第1話の導入部や、バンクとして使われたオープニングのカットといったわずかな部分のみに参加している。
各話のタイトルに、音楽用語が使われている。また番組のタイトルは、学研が発売した小冊子によれば、後述のレイたちが用いるライドアーマーの機体名に由来すると説明されている。なお、この制式名称は後述の従軍記者H・カキヌマのレポートにも掲載されている。
劇中で「HBT」という燃料が登場し、設定上ではHBTとは「複合水素燃料」とされている。HBTは「GAS」を1文字ずつずらした単語である。実際に似た名前の水素燃料を開発していた大学の研究室から、放送を見て何の略かという問い合わせがあり、真相を教えられて「ブッとんだ」 というエピソードがある。

なお、アイキャッチ は、Aパート用がモスピーダが画面方向に向かって前進してくる所から右にハンドルを切り背面を向いて右のビーム銃を上に構える所でダークブルーの陰影二値のモノクロへと変わり、英語の作品題名がその右に現れるものである。これの2秒短い中抜き短縮版がBパート用で、ジングルはOP曲のイントロの編曲で、AB各パート用に各々用意されている。
そんな意欲的内容な本作も、関東キー局の裏番組が「パーマン」だった為、本放送は全3クールの放送予定だったのが、2クール半年に短縮される事となる
日本国外では『超時空要塞マクロス』、『超時空騎団サザンクロス』と共に ハーモニーゴールド USA 社（Harmony Gold USA）がタツノコプロと契約し、各作品が同じ作品世界の違う時代を扱った1つの大河シリーズの翻案作品『ロボテック』（ROBOTECH）の第3世代（新世代）編　The New Generationとして再編集・放映され、日本における本放送時点以上の人気を獲得した。この作品では、『マクロス』の時代の20年ほど後の同じ時系列上の世界であり、レギオスもVF-1 バルキリーの後継機という設定となっている。また、2007年には新作『ロボテック：シャドウ・クロニクル』（Robotech: The Shadow Chronicles）のDVDが発売された。これは、Robotech:The New Generation（モスピーダ）の最終回部分をリメイクしその後の展開も描いた作品で、CGによるレギオスやインビット、新作画のライドアーマーや、一部の旧作の登場人物達がデザインをリファインされて登場する。

## あらすじ
2050年、突如として地球に侵攻してきた正体不明の異星生命体「インビット」のため、地球人の半数が火星に避難する。30年後の2080年、地球奪還と同胞の救出のために地球降下作戦が開始された。第1次降下作戦は失敗に終わったが、3年後の第2次降下作戦では、過去の教訓から新型の可変戦闘機 AFC-01 レギオスおよび、AB-01 トレッド。そして、これらに搭載され搭乗員の生存率を高めるための変型バイク兼パワードスーツ VR-052 モスピーダが配備されていた。
火星生まれで、火星育ちのマルスベース軍の若き士官 スティックは第2次降下部隊に所属し、作戦成功後に恋人のマリーンと結婚する約束をしていた。だが、大気圏突入中にインビットの迎撃を受けたうえ、大気はインビットにより特殊加工されており、降下中の機体の多くは撃墜され、あるいは大気圏突入に耐えられず作戦は失敗する。マリーンの乗る降下艇ホリゾントも、特殊加工された大気圏の影響を受け制御不能となり、スティックの目の前でインビットに撃沈される。スティックは混戦の中、機体を損傷して本隊から離れ、南アメリカに不時着したが、艇長が遺した「地球へ不時着したら、インビットの本拠地、北米のレフレックス・ポイントを目指せ」という言葉に従い、哀しみを振り切るように地球を駈ける。
一方、地球生まれで地球育ちのレイは、旅の途中で第2次降下作戦の宇宙船の残骸の中からモスピーダを見つけ出し、インビットとの戦いに巻き込まれる。その際、スティックと出会い、行動を共にすることとなる。さらにスティックとレイはフーケ、ミント、第1次降下作戦の生き残りであるイエロー、ジムと出会い、インビットが行う「軍人狩り」から逃れて戦うことを放棄していた彼らも、スティックらと共にレフレックス・ポイントに向かう。途中、一行は廃墟の村で記憶喪失の少女を発見。言葉も感情も失った彼女を「アイシャ」と名付けて保護する。旅を続ける中、やがてスティックとアイシャは互いに心惹かれてゆく。
幾多の戦いと、出会いと別れを繰り返し、遂に一行はレフレックス・ポイントに達し、第3次降下作戦がはじまった中、インビットの正体を知る。

### 地球降下作戦
「インビット」支配によって火星や月に逃れた地球人は、インビットの武力に対抗するためにコンドルなどの新兵器を配備し、第1次降下作戦を開始した。しかし、インビットへの分析や情報不足などから部隊の大半を失い、作戦は失敗に終わった。そして、その当時から、インビットは地球人が自分達に対する恐怖と憎悪から生み出す兵器類と、それを操る軍人達に脅威を感じ、占領した地域の自分達に従順な地球人に対して「軍人狩り」を強要するようになっていった。
スティック達が参加した第2次地球降下作戦は、順調に行われていれば、レギオス、ホリゾントなどで大気圏突入し、レフレックス・ポイントに直接侵攻するものだった。目標に達せず不時着した場合、搭乗員はモスピーダや支援車両などでレフレックス・ポイントを目指し、合流することになっていたが、本編では途中の集合地点で壊滅させられたり、軍人狩りにより殺されたりした者も多く、生き残ってたどり着いた者達も、第3次降下作戦開始のタイミングに合わせなければならないほど減退していた。
やがて実行される第3次降下作戦では、HBT放出をコントロールして、インビットに探知されない「ダーク・モスピーダ」、強大なシンクロトロン砲を装備する「ダーク・レギオス」「トレッド」他、旗艦「イズモ」以下のダークタイプ各艦艇も投入され、戦局は人類有利に大きく傾くと思われたが、互いの戦力をすり減らすだけとなって膠着化する。ついに奪還軍総司令は地球ごとインビットを滅ぼすのも止むを得ないと、最終兵器「荷電粒子ミサイル」の発射を決意する。

## 登場人物
主人公と旅の仲間たち / 命名設定 / インビット / その他

### 主人公と旅の仲間たち
レイ
声 - 大山尚雄
地球生まれの人類側の主人公。インビットに占領された地球で生まれ育った少年。17歳。両親の生死すらわからない孤児だが、バイク好きが高じて、手製のバイクで走り回っていたところ、偶然見つけた第2次降下部隊の輸送機の残骸からモスピーダを入手する。インビットとの戦いに巻き込まれたところをスティックに助けられ、行動を共にする。
飄々とした性格で、インビットに追い立てられてさえ危機感が希薄であり、ある意味図太い神経の持ち主といえる。スティックとは良き喧嘩友達であり、二人が共にいることでそれぞれの暴走が抑えられているようである。
スティックから称賛されるほどのライディングテクニックを持ち、モスピーダとライドアーマーの戦闘および、レギオスやトレッドの操縦も短期間で習熟する。アウトドアやサバイバルに関する知識も豊富で、これらによって、インビットがHBTのエネルギー反応を敏感に察知することを最初に感づいたり、それらを活かして、軍人のスティックやイエローらには思い付かないような作戦を立てることもある。
お調子者の面があるものの、インビットとの戦いとレフレックス・ポイントへ向かう旅の中で徐々に成長し、当初は恐怖と嫌悪の対象だったインビットの正体や進化の目的を知ることに一行の中で最も関わっていき、最終話ではインビットを一方的に怨み続けるスティックを、地球人が起こす戦いこそインビットとの争いを生む元凶であると諭すまでになる。
- 作中では彼の過去に関して一切語られることはないが、学研が当時発行していた小冊子によると、「母親がインビットに誘拐され、レフレックス・ポイントにいる」という噂があり、それを信じ、母親を救うべく戦いに加わったという。
- 作中で、一行のジープと専用モスピーダ以外の全ての主要メカを（レギオスはイオタ以外ではエータ（第14話）とゼータ（第20話）を各々ファイター形態のみで）操縦したのは彼だけである。
- ロボテック版では「ランド」（Rand）に氏名が変更されている。
- OVA『 LOVE , LIVE , ALIVE』では、ペンライトを携えて、ライブが終わったイエローの基に仲間達と共にやってくる。

スティック・バーナード
声 - 島田敏
火星難民の子孫側の主人公。マルスベース第2次地球降下部隊 第21機甲戦闘中隊所属の青年軍人。階級は中尉。20歳。第2次降下作戦においてレギオスで参戦するも、機体を損傷し地球に不時着する。軍人としての使命感とプライドが高く堅い性格で、恋人を奪ったインビットに強い敵意を抱く。
地球へ来た当初は軍人気質が抜けず、仲間を失った傷心も相まって地球人に対して高圧的な態度が目立ち、レイとの初対面時でさえも命令口調を取るほどだった。しかし、レイやフーケたちとの旅で次第に心の傷が癒やされていき、彼らに対しては友情や仲間意識を感じるようになる。レギオスの操縦だけでなく、状況判断や指揮能力にも優れていることから仲間たちからの信頼は厚く、レフレックス・ポイントへ向かう一行のリーダーを務める。
熱血漢だが、戦闘時には自分一人で敵の大群を食い止めようとするなど、若さゆえのやや冷静さを欠いた行動を取ることもある。訓練を受けた兵士としての矜持が非常に強く、旅の中で出会うインビットに従属する市民や戦いを捨てた兵士には、例え彼らにどんな理由があろうと同情はせず、憤りを露わにする。第10話ではポイントKが壊滅させられていた光景を目の当たりにし、絶望のあまり戦意を失うこともあったが、アイシャとの触れ合いと愛を通じてレイと同じく成長していき、最終話でレイの説得を受け、レフレスが地球を発つ手助けをした後、アイシャに見送られながら火星への帰還の途についた。
- 本編中ではインビットと戦う理由を最も強く持っている人物で、主人公的に描かれているが、放送当時、学研の発行したムック（アニメディアの別冊）によると、本編の主役は相棒のレイであるとされており、オープニングではレイが人物の中で最初に画面に登場し、ラストでも一番手前に位置するなど、第一主人公としての描かれ方がなされている。
- ロボテック版では「スコット・バーナード」（Scott Bernard）に氏名が変更されている。
- 『 LOVE , LIVE , ALIVE』ではイエローに会いに、再び地球を訪れているが、どうやって来た（宇宙船、もしくはレギオスで）かは不明。

フーケ・エローズ
声 - 土井美加
第2話から登場。地球生まれの少女で、元暴走族『ブルーエンジェルズ』のサブリーダーだった16歳。インビット占領下の地球の裂孔地帯の下で造られた街で暮らしていたが、とある事件をきっかけに街を飛び出し、放浪の旅に出た。
作中では明らかにされていないが、旅の途中で倒れた地球降下部隊の女性兵士を看取った際、体格の似通っていた彼女からバートレーを形見として受け取ったとされている。後にスティックたちと合流し、インビットとの戦いに身を投じる。
勝気な性格で、当初は飄々として能天気なレイの態度に突っかかり、「グズ」呼ばわりすることも多かったが、その仲は徐々に互いを意識するものへ変化していく。メカに強く、バートレーを自在に乗り回し、ライドアーマーでの戦術をレイよりも早く体得していただけでなく、レギオスの操縦能力も直ぐに会得した。
第6話で、故郷の母親と妹のリリィ、かつてのチームメイト、密かに好意を寄せていたチームリーダーのロミーと再会し、対立相手との因縁の決着を付けた。その後もレフレックス・ポイントへの旅を続けたが、第15話での内輪もめの際には離脱することも考えた。インビットが地球を去った後は、レイと共に旅に出た。なお、主要メンバーで明確に肉親が描かれたのは彼女のみ。
- シリーズ構成の富田祐弘が放送当時アニメ雑誌のインタビュー等で語っているところによると「『超時空要塞マクロス』のリン・ミンメイが松田聖子なら、フーケは中森明菜」という。
- ロボテック版では「ルック・バートレイ」（Rook Bartley）に氏名が変更されている。
- 『 LOVE , LIVE , ALIVE』で、レイや、仲間達と共にイエローの基へやってきた。就寝シーンでは彼女とレイのみ、寝袋で寝ている（他のメンバーは毛布を被っている）。

ミント・ラブル
声 - 室井深雪（現・深雪さなえ）
第2話から登場。理想の恋人を求めて旅をするが、いつも失恋してばかりの少女。13歳。旅の途中で出会ったスティック一行と、新たな出会いを求めて旅を続ける。
オノマトペを二度繰り返す独特の口調と自身の声の高さが原因で大変騒がしく、お荷物扱いされるケースがほとんどだが、その存在がメンバーの清涼剤になったり、思わぬ形で活躍することもある。一行の中では戦闘に参加するわけでもなく、ただの随行者的な存在だが、一行と共に幾多のインビットとの戦いを生き残っており、レイが不在の時には彼のモスピーダを運転出来たり（第7話、第14話）、並の少女ではないことは確かである。結婚して幸せになることばかり考えがちだが、インビットの攻撃に対処するため仲間達と波長を合わせるのは得意で、第15話で分裂しかけた一行を繋ぎ止める役割も少なからず果たした。一行の中ではジムと最も仲が良い。
二人称には目上の者であろうが物体であろうが、よく「ちゃん」を付ける。目を付けた男性がいれば、その所有財産などは必ず聞き出す腹黒い一面も見られ、ジムやジムの戦友の祖父、ジョナサン少佐にも歳の差をものともせず結婚をもくろんだりもした。
第14話で立ち寄った先の一族の族長の息子の花嫁となり、一行を離れるが、第15話でスティック一行が内輪もめで分裂しかけた際に舞い戻って来た。その際、離婚理由をジムなどに聞かれるが「言いたくない」と拒否する。第20話で過去が語られ、メンバーで唯一、誕生日を迎えた。
物語終盤ではやけくそ気味でジムのジープに乗り込み「愛する者はインビットだ」と言い、自ら運転して、ジムと共にレフレックス・ポイントへ突入する。
- 次回予告は彼女が務める。本編だけでなく、彼女が務める予告ナレーションでもその反復オノマトペ口調を冒頭に用いるというキャラクター付けがなされている。なお、後述の通り一度離脱した第14話用の第15話予告冒頭のみこの口調ではない。
- ロボテック版では「アニー・ラブル」に氏名が変更され、ミントは愛称（Annie "Mint" LaBelle）になっている。
- 『 LOVE , LIVE , ALIVE』では、かつての仲間達やジムと共にイエローに会いに来たが、一夜を過ごした後、1人早起きして去ろうとするイエローを見送ろうとするのをジムに止められる。

イエロー・ベルモント
声 - 鈴置洋孝 / 松木美音（女装時の声は松木が担当。2人1役。エンディングのスタッフロールでは、女装していない回でも両方が表記されている）
第3話から登場。元軍人で、階級は不明。22歳。第1次降下部隊の生き残りで、妙齢の女性を思わせるほどの美青年。
軍人として肉体も相当に鍛えられており、走行中のバイクから木の枝に飛び移るという高い身体能力を持つ。その反面、川や泉を見つけると安穏として水浴びを楽しむ癖がある。
父親が第1次地球奪還軍の総司令官だったため不本意ながら軍人として参加することとなったが、第1次降下作戦でイエローの部隊は全滅。自身も撃墜され、森に不時着して負傷したままコックピットで身動きが取れなくなっていたところをカーラという女性に救助され、そのままカーラの家に匿われながら療養生活を送る。だがある日、街の人々による軍人狩りに襲撃されそうになり、カーラの咄嗟の判断に従って女装し難を逃れる。これをきっかけに以後も女装したまま素性を隠す生活を送り、女性の声を発する訓練を積みながら全快。その後に歌手としてデビューを果たし、ライブコンサートを開いて多くのファンを得るほどの成功を掴む。だがインビットとの戦いは決して捨ててはおらず、スティックたちと出会い、彼らの戦いを目の当たりにしたことでひた隠しにしていた素性を明かし、同行を申し出る。以後、隠し持っていたブロウスーペリアを駆り、レフレックス・ポイントを目指す。
キザな面が目立つが、実際には一行の中で最も沈着冷静であり、リーダーのスティックを諭す場面も見られ、一回り年上のジムよりも大人である。
最終話では4人の中で唯一、ライドアーマー（ブロウスーペリア）で戦った。
持ち歌はロック調の「やっつけろ！」から、吟遊詩人が語るような「モスパダの歌」まで多彩。歌手としての知名度は高く、どの街でも名前を知られており、その知名度を活かしたライブ活動が軍資金稼ぎといった旅の助けとなることもしばしばあった。後半はアイシャとソルジィを通じて、インビットへの理解と和解が必要であることを悟っていく。
- 最終話のラストシーンで観客に対し、男性であるとカミングアウトし、男声ボーカル（アンディによるオープニングテーマを流用）で唄っている。
- 中性的な美貌を持ったキャラクターで、本放送当時は特に女性ファンの人気が高く、男性であるにもかかわらず、アニメ雑誌『アニメディア』の女性キャラクター人気投票で上位に食い込んだことがある。
- サウンドトラックのジャケットを飾っている。
- ロボテック版では「ランス（ランサー）・ベルモント / 芸名：イエロー・ベルモント」（Lance "Lancer" Belmont (Also known as Yellow Belmont)）に氏名が変更されている。
- 『 LOVE , LIVE , ALIVE』では、TVシリーズラストから続いて女装は完全に捨て去り、軍人も棄てて完全な歌手となっている。復興が進む地球をブロウスーペリア（既にライドスーツも持たずに）で周りながらLIVE活動を続け、各地のバンドグループとの協力でボーカルを続けている。連日のスケジュールで疲れた時に、かつて生死を共にした戦友であるレイ達と再会し、しばしの憩いの時を迎えた。しかし、歌手として人々に平和と希望を与える事に情熱を捧げた事で、一晩を過ごした後、就寝している仲間達に別れの挨拶も無しに1人背を向けて去って行く。

ジム・ウォーストン
声 - 西村知道
第3話から登場。元軍人で、イエローと同じ第1次降下部隊の生き残り。階級は伍長。32歳。控え目な所があり、大柄でがっしりとした体格を持ち、マルスベースの修理技師だったため戦闘マシンの知識と修理技術を習得しており、苦手とはいえレギオスの操縦も出来る。
実は軍人でありながら戦闘行為が得意ではなく第一次降下作戦で敵前逃亡していた。これにより誰にも顔向け出来なくなり、元軍人であることを隠しながら潜伏生活を送り、周囲の人々からは「臆病者のジム」と蔑まれていた。だが後にスティックたちと出会い、彼らが命がけでインビットと戦う様を目の当たりにしたことで軍人としての自覚を取り戻し、再び戦う決意をする。しかし、戦闘の恐怖を完全に克服してはおらず、第15話でインビットに追われる恐怖に駆られ、取り乱してしまい、リーダーのスティックに殴りかかり、あわや一行の仲間割れをもたらす騒動も起こしている。
一人で修理したレギオスを隠し持っており、スティックにそれを託し、旅に参加して以後は四輪駆動車（ジープ）を運転し、乗用車両や搭乗機を持たないミントとアイシャを守りながら作戦にも積極的に関わり、戦闘で損傷することの多いレギオスやトレッドの修理とメンテナンスを一手に引き受ける。
一行の中では30代と最年長であり、ポイントKを壊滅させられ、失意に陥ったスティックが自分を元気付けようとしたミントを怒鳴った時には大人の態度で叱責した。助けられなかった戦友の形見である、戦友の祖父アルフレッドのノートを大切に持ち続けている。
終盤ではスティックらと同じライディングスーツに身を固め、恐怖を乗り越えて第3次降下作戦の陸上攻撃部隊に参入し、レフレックス・ポイントに突入する。
戦いが終わった後も地球に残り、インビットが蘇らせてくれた地球の自然の中で生きていこうと決意し、ミント、アイシャと共に過ごしている。
- ロボテック版では「ジム（愛称はランク）・オースチン」（Jim "Lunk" Austin）に氏名が変更されている。
- 『 LOVE , LIVE , ALIVE』では、仲間達と共にイエローと再会した後、歌手となったイエローの事情を知って、送ろうとするミントを抑える。

アイシャ
声 - 高橋美紀
第10話「戦場のレクイエム」で、レイが見つけた赤い瞳とロングヘアーの美少女。年齢は不明だが、見た目はレイやフーケと同じくらいになる。当初は身元不明であり（レイが発見した時は全裸で、フーケからあらぬ誤解を受けたりした）、言葉もろくに話せず、男性の前でも躊躇なく全裸となって泉や海辺で水浴びをする行動から、一行はインビットに襲われたショックで記憶喪失になったものと思っていたが、実は地球環境に適応するため、レフレスより人間体に変化させられたインビットであった。外見は地球人の女性そのものだが、血液の色は他のインビットと同じく緑色である。インビットであるためインビットの言葉を理解し、インビットの放つ特殊な波長を感じ取ることも出来、これらによりその接近を予知することも可能である。イエローやスティックは途中からインビットとの関連を疑いはじめたものの、一行と行動を共にするうちに地球人への理解を深め、一行もまた悪意も敵意も持たない清純な彼女に心を開いていく。やがてスティックを愛するようになり、スティックもまたアイシャに亡き恋人の面影を見つつ、好意を抱くようになる。
第23話で正体を知られるものの、スティック一行や、旅の中で見た人々の姿を通じて地球人への思いを告げるため、最終決戦ではスティックたちをレフレックス・ポイントの内部へと導き、レフレスに人類との共存を訴える。レフレスが去り、スティックを見送った後、地球人とインビットの共存を深め、いつかスティックを追って宇宙へ行くという想いを抱く。
「アイシャ」という名前はイエローが付けたものだが、レフレスやバットラー、ソルジィも彼女を「アイシャ」と呼んでいる。
設定では「レフレスと並ぶ、インビットの女王」となっているが、本編ではそのような言及は一切されていない。なお、印欧語族の一部に「王女/姫」という意味の女性名詞として本単語（アイシャ）が存在していて、作中ジム及びイエローによりこの件に言及がなされている。
- 後述の理由で、ゲスト1回だけのはずだったマリーンの設定を流用してキャラを作られたために、その外見はマリーンに酷似している。また、声優も同じ高橋美紀が担当している。本作放送終了後の『ラジオアニメック』で本作が特集された際にこの事実が明らかとなった。
- ロボテック版では「アリエル（発音上はエリアル）」（Ariel）に氏名が変更されている。
- 『 LOVE , LIVE , ALIVE』では、スティックと再会した後、一緒に仲間達と共にイエローの基へ来る。

### 命名設定
イエロー以外の主要登場人物の命名由来につき、柿沼秀樹は スティックは「木偶の棒」、レイは「可能性ゼロからの挑戦」、フーケはフランス語で「バラの花束」を意味する「ブーケ・エト・ロゼ」（"Bouquet et Rose"）の清音転化 (Houquet et Rose)、ミントは「ミントハーブ」に「トラブル」女と各々に由来があると1983年当時に出版されたムック本で語っていた。

### インビット
レフレス
声 - 小原乃梨子
インビットの女王。頭髪の無い人間（地球人）型に変化しているが、身長は10mほどもある。発言時は口が開かず、もっぱらテレパシーらしきものでコミュニケーションを取る他、目からビームのようなものを発したりもする。インビットは「シャダウ」を拒絶・排除し、「レイトー」の導きによって宇宙を彷徨いながら必要な環境を探し、そこに定住してより良き進化をする種だった。レフレスは地球では北アメリカに造られたインビットの巣とも言える通称「レフレックス・ポイント」に存在し、地球生物とインビット双方の種族全体の進化のありようを管理している。当初は地球人との戦いを通じ、地球人は自分達へ降りかかる災厄であるとして軍人狩りを含め地球人への圧力を強めていた。その後、2度にわたる戦いで勝利し、地球でより良き進化を始めようとしていた。
元来、インビットは好戦的でも残忍な種族でもなく、所有する強力な戦力はシャダウの心を持つ異生物の消去と、それらから身を守るためのもので、レイトーの誘うまま地球に辿り着いた。その時汚れきった地球自然を目の当たりにし、これを元の豊かで美しい姿に蘇らせるため元凶である地球人類を襲撃し、その多くを地球から排除・追放する。その後、北アメリカに巨大な基地（後のレフレックス・ポイント）を建造し、そこで宇宙に散ったインビットの同胞達と共に、より良き進化のあり方の追求を始める。地球自然を汚していながら、これを蘇らせようとする自分達に攻撃を仕掛けてくる地球人を『破壊を好むシャダウの強き種族』と断定し、地球人との戦闘は正当防衛として行っていた。だが、地球人の第3次降下作戦が開始されたことでかつてないほどに激しい戦闘となり、双方に多大な被害が発生し始める。レフレスはアイシャが招き入れたレイ達や、アイシャ、ソルジィの説得により、このままではインビットも地球人も共倒れになり、子孫達にまで互いの憎悪の連鎖が果てしなく続くという判断から地球を棄て、荷電粒子ミサイルを消滅させ、一族を引き連れ、宇宙へ再び旅立っていった。
- ロボテック版では「リージス（発音上はレジェスとも）」（Regis/Regess）に氏名が変更されている。

ソルジィ
声 - 加藤友子 → 神田和佳
地球環境に適応したインビット。レフレスに認められ、バットラーと同時にガーモから進化し、素体はバットラー同様の人間型で、アイシャのように若い女性の姿をしているが、瞳はアイシャのように紅く、イエローからは「美しい瞳」と言わしめ、髪は薄い緑色でアイシャとは対照的にショートカット。
人間型への進化後ほどなくしてイエローと出会い、一行との戦闘の中でイエローとアイシャを見た途端、攻撃に躊躇したり、前述のイエローが自分に向けて放った「美しい」という言葉から理解不能の感情が生まれたりして戸惑うが、後にそれが彼への好意であると理解し、心を通わせるようになる。レフレックス・ポイントでの最終決戦時には、アイシャの説得に迷いながらも戦いに向かったものの、バットラーに撃墜されかかったイエロー搭乗のレギオスを助け、アイシャと同じく地球人への理解と和解をレフレスに求める説得に加わる。
最終話では地球を放棄する決意をしたレフレスのために、イエロー、スティックと共に、無差別攻撃を行う無人ダークレギオスを迎え撃った。レフレスが去った後は地球に残るが戦闘は完全に棄て、イエローに想いを寄せながら一人の女性として過ごしている。
- ロボテック版では「セ・ラ（発音上はシ・ラとも）」（Sera）に氏名が変更されている。また、日本版のソルジィは"Solugi Invid"（人間型インビッド/ Human Invid）の名称として使われている。
- 『 LOVE , LIVE , ALIVE』では、地球の湖畔にある一軒家で人間として平穏に静かに過ごしており、イエローと再会するシーンはなかったものの、今でもイエローへの一途な想いを募らせている。

バットラー
声 - 大塚芳忠
地球環境に適応したインビット。レフレスに認められ、ソルジィと同時に、青い眼のガーモから進化する。素体はソルジィ同様に人間型で若い男性の姿をしており、碧眼が特徴で、劇中ではスティック一行と関わる青いカメラアイを持った一連のバトルウォーマーが進化前の彼であると匂わせている。
闘争心が異常に発達しており、インビット以外の地球に棲む全ての生命体を敵視し、戦闘では一切の躊躇ない攻撃でスティックらを苦戦させる。支配を目指すためならレフレスの審判を待たずに戦うことさえ厭わず、それは地球人に対する考えを変え始めていた味方のソルジィにさえ「シャダウの心」とまで言わしめるほどの不快感を与えていた。最終決戦では地球軍の残存攻撃部隊を次々と撃破し、スティックとレイのレギオスを大破させるが、トレッドに乗り換えたスティックの逆襲で敗死する。
- ロボテック版では「コーグ」（Corg）に氏名が変更されている。また、日本版の VR-052 F/T 型「モスピーダ」相当の名称がVR-052 Battlerとされている。

ファイド
声 - 岸野一彦
第23話に登場した人間の男性型インビット。ロングの金髪と、緑の目が特徴で、ガーモと同色のゴースに搭乗。
第二次降下作戦の残存部隊掃討の指揮を執っており、イーガー部隊を率いてシノブが隠し持っていたシンクロトロン砲を狙っていたが、レイのトレッドとの対決に敗れて戦死。その際、人間体のインビットが緑色の血液を持つことが判明し、また戦闘時にトレッド内のアイシャが軽傷を負い、その出血から正体を知られる原因となった。

### その他
マリーン
声 - 高橋美紀
第2次地球奪還軍に参加した降下艇 ホリゾントの通信員を勤める女性兵士。第1話でインビットによる大気上層部への細工（罠）を原因とする攻撃によりホリゾントが撃沈 され、戦死。彼女からスティックへ送られたビジョン・ペンダントには、彼のプロポーズへの返事のメッセージが込められており、スティックはこれを形見として、最終回まで肌身離さず持っていた。
- 上述のアイシャとは外見（キャラ設定）と声が共通している。
- ロボテック版では「マレーン（またはマレーネ）・ラッシュ」（Marlene Rush）に氏名が変更されている。

プラトーン
声 - 郷里大輔
スティック達が乗っていたホリゾントの艇長で、地球奪還軍の指揮官の一人。第1話でインビットとの戦いに出陣したスティック達に対し、「ガキ扱いした奴等に意地を見せてやれ！」と鼓舞していたが、ホリゾントや乗組員と共にインビットの攻撃により地球大気圏内で散る。
スティックをはじめとした全ての将兵達に「地球へ不時着したら、北米レフレックス・ポイントを目指せ」と言い残していた。
ケン
声 - 平野義和
第2話「失恋少女のマーチ」に登場する気弱な少年。
ミントに「運命の人」と思われ、好意を持たれるが、インビットの軍人狩りに協力し、彼女もろともレイとスティックを町外れの廃墟の孤島「ロンリーアイランド」で待ち受けるインビットに売り渡してしまう。
ケント
声 - 戸谷公次
第3話「真昼の決闘コンサート」に登場するジムの知り合いの男。
ジムの正体が敵前逃亡した軍人であることを知っていた。「臆病者」と罵られていたジムが、暴走族に捕まった自分を救助しにきたことに驚いていた。
ウード
声 - 村山明
第5話「ライブ・イン・強奪作戦」に登場。イエローのコンサートを手がけたプロモーターだが、イエローの素顔が軍人であることを知っている。
イエロー達に協力するため、マーシャルにあの手この手の要求をし、また疑問や追及に対し時間稼ぎや話をはぐらかすなどして、ベルナルダの街のHBT強奪作戦を支援する。
マーシャル
声 - 飯塚昭三
ベルナルダの街の警備隊長で、様々なセキュリティを施した古城にHBTを大量に貯蔵していた。
イエローのファンで、コンサートを楽しんでいたものの、その隙を突かれ、コンサートの最中にHBTをまんまと強奪されてしまう。
リリィ・エローズ
声 - 及川ひとみ
第6話「突っ張り少女ブルース」に登場するフーケの妹で、活発で金髪ロングヘアーの長身な姉とは対照的に、内気でショート黒髪の小柄な少女。フーケの弁では、突っ張りの彼女とは違い、ごく平凡な娘である模様。
かつてフーケがいた暴走族「ブルーエンジェルズ」のヘッドだったロミーの実家のパン屋を手伝っていくうちに、ロミーと相思相愛になっていき、フーケにロミーがレッドスネークとの抗争の際、相手に邪魔され、フーケを助けに行けなかった真相を語る。
ロミー
声 - 竹村拓
暴走族「ブルーエンジェルズ」の元リーダーで、フーケがかつて想いを寄せていた。
レッドスネークとの抗争に疲れ暴走族をやめる決意をしていたが、フーケが自分の制止を振り切って対決に単身向かったのを知り、助けにいこうとしたものの妨害に遭ってフーケを救出できず、そのためフーケとの間に溝を作ってしまった。
フーケが旅に出た後にブルーエンジェルズを解散し、実家のパン屋を継いでリリィと恋仲になり、故郷に戻ったフーケは真相と失恋の両方を知ることになる。
スネーク
声 - 笹岡繁蔵
フーケのブルーエンジェルズと対立していた暴走族「レッドスネーク」のリーダー。フーケが街を捨てて放浪する原因を作った張本人である。
フーケを挑発し対決に誘い出したが、救助に向かったロミーを妨害し、闇討ちに近い形でフーケを嬲り、ブルーエンジェルズを解散に追い込んだ。そしてフーケの居ない間に街を我が物顔で暴れ回っていたが、フーケが戻った時、細い鉄骨の橋を高速で渡るチキンレース勝負を挑まれて惨敗、レッドスネークも解散させられてしまった。
ペドロ
声 - 沢木郁也
第7話「亡き勇者のラグタイム」に登場する、ジムの戦死した戦友の住んでいた村のまとめ役。
インビットが襲撃してきた際、村の長老格のアルフレッドから、戦いを避けるよう説得されていたが、流行る血気を抑えられずにアルフレッドを殺し、無謀にもインビットに戦いを挑んだ結果、インビットに村を焼かれ、そのことを後悔してインビットと戦う軍人達に関わらないようにしていた。しかし、ジムの説得と、ホセの決意を知って、ジムにインビットをも倒すアンチマテリアルライフルを渡し、インビットと戦う人々を支援する決意をする。
ホセ
声 - 小滝進
第7話の村のカフェの店主だが、ペドロの指示で村に来る者の監視もしていた。
妻マリア（声 - 高木早苗）と共にインビットに怯え、インビットと戦う人々に知らぬ存ぜぬを通していたが、ジムの説得により、かつてアルフレッドを殺害してインビットと戦ってしまった過ちを繰り返さないために、ペドロを裏切ってジムに協力する。
ジョナサン・ウルフ (Jonathan Wolff)
声 - 銀河万丈
第8話 「ジョナサンのエレジー」／ ロボテックシリーズ 第68話「ユーロジー」(Eulogy) に登場。
マルスベースの士官学校を首席で卒業したエリート軍人。特殊部隊に志願して次々と作戦を成功させた功績を持ち、「マルスベースが生んだ宇宙の英雄」と呼ばれている。階級は少佐。先に銃口を向けていたレイを一蹴する射撃の腕前に収まらず、レギオスの性能を極限まで引き出す操縦テクニックなど、まさにエリート軍人の実力を随所に見せる。スティックの憧れの軍人であり、そもそもスティックが軍に志願したのもジョナサンのような軍人になりたかったがためであり、ジョナサンもスティックを「自分の若い頃そっくり」とシンパシーを感じていた。既婚者であり、妻子はマルスベースにいるらしい。
地球降下後に軍人が堂々と歩く不思議な街を護っていた英雄で、インビットが現れないのはジョナサンが街にいるからと噂されていたが、真相は彼がHBT / プロトカルチャー (資源)と引き換えに、優秀な軍人を「作戦」と称してインビットの資源保管庫（とは言え、並の要塞以上の規模である）のある森へ誘い出しては待ち伏せるインビットに葬らせており、軍人が自由に過ごせる街とは、実はその英雄による敵との汚れた取り引きで成り立っていたものだった。
衛兵インビットからHBTを受け取る現場を目撃したレイに自らが目の当たりにしてきたインビットの恐ろしさを伝えるが、レイからスティックが軍人になった理由と「そんな言い逃れで、血に染まった手を拭えるのか！」と詰られて動揺し、その場を去ったものの、レイ達がグラブ編隊に襲われ生贄になるはずだったスティックが果敢に戦う姿を見た彼は、インビットの戦いで疲弊し、失われた誇りを取り戻すためスティックのレギオスで出撃。スティックを驚嘆させるほどの操縦技術で数機のグラブ及びイーガーを破壊するものの、後方にいた最後のグラブと相討ちになり致命傷を負う。死の間際、スティックに自分の非を明かし、インビットへ反撃するためには仲間を犠牲にしても生き延びたかったと打ち明け、静かに息を引き取る。一度は仲間を売った裏切り者になり果てたとは言え、果敢に戦った最期はスティックが憧れていた真の軍人の姿そのものであった。ジョナサンの死後、街はインビットに襲撃され、滅ぼされる。
しかし、スティックにとってジョナサンはなお憧れの英雄であり、第10話で絶望しかけたスティックを奮起させる動機付けの一つともなった。
- ライドアーマーやアーモファイターの開発の実質的な協力者（テストドライバ&テストパイロットの一人）であり、本来軍事機密であったライドアーマーの情報を嗅ぎつけたマスコミ（従軍記者）の「H・カキヌマ」へ取材協力その他の便宜を計り広告塔に利用した事実があり、その時の様子が『月刊OUT』1984年3月号誌上巻末でレポート記事『マルスベース実況中継 独占試乗記 VR-052-T MOSPEADA』として掲載された。
- ロボテックシリーズ公式設定ではスカル隊に次ぐ著名な部隊である 「ウルフ飛行隊」の開隊者かつ初代隊長とされている。また同シリーズの外伝漫画では、妻と息子が居ながらもリン・ミンメイに横恋慕され、これを受け入れる形で彼女と道ならぬ恋に陥る人間的な一面を覗かせる。なお、これはあくまでもロボテック公式設定ではなく商業二次創作であり公式の設定ではない。

カーラ・モラール (Carla Morale)
声 - 麻上洋子
第11話『遠い希望のララバイ』 ／ ロボテックシリーズ 第71話『秘密の抜け道』(The Secret Route) に登場。
イエローが第一次降下作戦の失敗により、ウルグアイ東方共和国のサン・ホセ・デ・マヨ (San José de Mayo) に降下軽戦闘機 コンバート（AF-03）（ロボテック版: SFA-5 コンバート）で不時着した際に介抱され、片思いした女性で、ピアノ教師をしている。イエローの女装は軍人狩りを免れるために、彼女の発案で施したのだが、後のイエローの性癖の原因もこれである。イエローからは「澄んだ瞳の乙女」と呼ばれていた。
イエローと再会した時には、街の有力者ドガーボの愛人となっており、当初は再会したイエローと逃避行を望んでいたが、自分を愛するが故に悪事に手を染め、その後悔から自分を護るために私財を投げ出したドガーボの想いを知り、再びイエローと別れる。
ドガーボ・ジュニア (Dogarbo Jr.)
声 - 井上和彦
第11話に登場する街の有力者。イエローと別れた後のカーラと出会い、彼女を愛するが、その気持ちが強すぎるが故に悪事に加担していた。
街に流れ着いてくる者に、インビットが多数潜む山を上手く抜けるルートを描いた地図を多額の金と引き替えに渡していたが、それはカーラに貢ぐ金を稼ぐための偽の地図であった。カーラはイエローとの再会により、そんな生活に嫌気がさし、本物の地図を持ってイエローと共に街を出る。これによりドガーポは自分の愚かさに気づき、カーラへの想いから、彼女を守るため私財である無人レギオス群をインビットへの囮として放り出した。
容貌と命名由来はそれぞれ映画「カサブランカ」に出演していた当時のハンフリー・ボガートから。
海外では「ドナルド・マクスウェル ジュニア」(Donald Maxwell Jr.) と改名されており、その後先代の跡を継いで無人レギオス (VQ-6 Vandal Veritech Alpha Drone ) を売りに「マクスウェル・ダイナミクス社」(Maxwell Dynamics) を起業して遠征艦隊軍に対するロビー活動を含めて成功している。
エディ
声 - 三橋洋一
第11話で、ドガーボの街に流れ着いた畜産農家の少年。
両親と共に北の新天地に行くのを夢見ていたが、ドガーボから父親（声 - 上田敏也）が偽の地図を買わされたため、インビットの襲撃を受け、くっついてきたミントと共に窮地に陥る。レイ達に助けられ、口封じに来たドガーボの手からも逃れ、ミントと別れて別天地へ向かった。
マチウダ
声 - 坂本千夏
第14話「ミントのウェディングマーチ」に登場する部族の長、エルダーの息子。
成長志向が強く、早く自分を一人前だと認められたいがために、イエローを女性と間違えて連れてきたり、無謀にインビットに挑んだりするが、スティック達の作戦と、ミントの協力によって遂に一人前の村の戦士に認められ、ミントを妻に娶った。
その後すぐに離婚してしまうが、ミントと別れた理由については明らかにされていない。
エルダー
声 - 稲葉実
第14話に登場する南米の現地民の長で、ダムによる放水やインビットの襲来により村の生活が困窮したため、当初はスティック達をその原因と決めつけ処刑しようとしていたが、誤解だとわかり、インビット撃退に協力する。
フランキー／ルーズ／ドナルド／ピエロ／ダージリン
声 - 渡部猛（フランキー）／佐藤正治（ルーズ）／島香裕（ドナルド）／野本礼三（ピエロ）
第18話「老兵達のポルカ」に登場した第1次降下作戦の生き残りの老整備兵達。メンバーはリーダー格で、階級が軍曹のフランキーと、痩せ形のルーズ、巨漢のドナルド、小柄なピエロ、そして炊事係のダージリンの5人となる。
地球に不時着した後、若年兵達と共に一時レフレックス・ポイントを目指したが、インビットの防壁に阻まれて若年兵達が全員戦死し、気力と戦意を失って撤退、その際戦いのショックでダージリンは発声出来なくなり、ピエロは自分の本名を忘れてしまった。そしてポンコツ同然のガーフィッシュに閉じこもって住み着き、そこに積まれていた大量の武器を売りさばいたり、強盗紛いのことをしたりと零落した暮らしを送っていた。
しかし、哨戒に出ていたイエローとアイシャに出会った後、ダージリンが自慢の息子ミエンヌ大佐（声 - 堀内賢雄）からの第3次降下作戦が迫る命令を通達する通信で、インビットの中継タワーに向かって最期を遂げたのをきっかけに、残った4人でタワー破壊に向けてガーフィッシュで出撃。イエロー達の制止を聞かずにタワーに突入、自爆する。
イエローは当初彼等に「スティックが聞いたら叩き殺されてる」と皮肉と侮蔑混じりの態度だったが、老兵達が死地を選んだことに対し、「これで満足か…」としか言えず、イエローに同行していたアイシャも「哀しい人達…」としか言いようがなかった。
レニーボーイ ／ ダスティ・アイレス (Dusty Ayles)
声 - 速水奨
第21話 『殺しのアルペジオ』(Arpeggio of Murder)／ ロボテックシリーズ 第81話『殺し屋』(Hired Gun) に登場。
「雨の日にしか暗殺をしない」という意味で『レニ・ボーイ』(Rainy Boy) の通り名だった。
雨の日に軍人を狩る謎の殺し屋。スティック一行は軍人狩りを繰り返すレニ・ボーイを始末する計画に協力することになるが、レイとフーケが偵察に出発した際、インビットのバトルウォーマー「ガーモ」と「イーガー」の混成編隊と遭遇して応戦する中、一人の男が現れた途端インビットは引き下がった。それがレニ・ボーイだと知らずに、彼に恋心を抱いてしまったフーケに対して、過去にインビットの人体実験のモルモットとして捕獲され、体の右半分を機械と取り換えられてしまい、元の体を返してもらうには軍人を100人仕留めなくてはならず、残りはあと10人だという秘密を打ち明ける。
レニ・ボーイを始末しにやってきたのがスティック達を含めちょうど10人だったので、自分の体を取り戻すための殺し屋稼業の最後の大仕事として、瞬く間に7人を仕留め、残るスティック達3人を機械の拳で叩きのめす。止めを刺そうとした時、フーケが自分を撃てと現れた。彼女を前にアイレスは銃を撃つことをやめ、ガーモからフーケを庇って我が身を犠牲にした。彼はインビットの犠牲者であり、不器用に生きることしか出来なかった人間だった。
シモン
声 - 石丸博也
第22話「ニューヨーク・ビーバッブ」に登場。インビットに占領されたニューヨークでブロードウェイのダンスミュージカルの座長を務め、今もショーに精力を傾ける情熱は、イエローも高く評価している。
HBT探索に出ていたイエロー達と出会い、親睦を深めるが、バットラーのニューヨーク無差別攻撃によって自分達のステージを焼かれ、一時茫然自失となる。だが、イエローから「死んでは客は呼べない、そう思って生きてきた！」と説得されて我を取り戻し、スティック達と合流させるためにイエローのコンサート兼ショーを行ってアピールする奇策を思いつく。成功したその時の熱気にイエローは「ニューヨークは死んではいない、生きている」と確信する。
ジョッジ
声 - 龍田直樹
第22話に登場するシモンの弟分の黒人少年ダンサー。
抜群の運動神経を持ち、本物のネコと見間違うほどの身体能力で警備のインビットの目を欺いてイエロー達を救い、目を見張らせた。「チキチータ」という名前のコンドルを飼っている。
シノブ・タケウチ
声 - 土井美加 
第23話 「黒髪のパルティータ」/ ロボテック第3シーズン第83話「レフレックス・ポイント」("Reflex Point") に登場する人物。
ムーンベース第36分隊報道班所属の情報将校。地球奪還軍の司令長官から副官の女性将校経由で、月基地（ムーンベース）第36分隊に実戦テストのために預けた試作自走砲 シンクロトロン 加速・プラズマ投射／反物質粒子 複合カノン砲、通称「シンクロキャノン自走砲」とダーク・ステルス装置の情報管理を指示されていた。
噂程度だったインビットの人間体ファイドが、レイ搭乗のトレッドとの戦闘で敗れて出てきた姿を記録カメラに収めてスクープだと歓喜するが、直後にイーガーからの報復攻撃を受け、命を落とす。
冷静に自軍がインビットによって壊滅する様を撮影していた彼女に対し、スティックは初め「戦いもせずに味方が死ぬのを映していた」と憤っていたが、死と隣り合わせの場所で冷徹に偵察と情報収集とを務め、任務をこなしてかつ自らの役割をも熟知していた、プロの軍人だったことを知る。自身がインビットであることを知ったショックで離脱したアイシャを見ていた彼女は臨終の際に「人は事実を見なければならない。事実が人を見てるから…」とスティックに語るが、スティックは「表面的な事実は真実を語れやしない！」と反論しつつも、「事実は事実として受け容れなければならない…」と漏らした。
彼女の死とアイシャの離脱に際し、イエローは「愛すべき女性が二人、自分達の前から去った…」と嘆いた。
- ロボテック第3シーズンに登場の際には「スー・グラハム」（発音上は「グレアム」, Sue Graham）という名前に変更された。

司令官
声 - 沢木郁也
第24話、第25話に登場する地球軍第三次降下作戦の最高司令官で、旗艦イズモに乗りこむ。
ムーンベースや、マルスベース、ジュピターベースといった各惑星からかき集めた戦力をダークタイプ仕様に替えた大部隊によって、レフレックス・ポイントへの攻撃を掛けるものの、結局それらの戦力でもレフレックス・ポイントを落とせなかったばかりか、インビットだけではなく、自軍の損耗が激しくなった為に、断腸の思いで最後の手段である荷電粒子ミサイルを撃ち込んで地球毎レフレックス・ポイントの消滅を図るが、地球を発つ決意をし、旅立とうとするレフレスによってミサイルは消滅させられた。

## 登場メカ
地球（火星）人側 / インビット側

### 地球（火星）人側
艦艇 / 航空・宇宙機 / 地上車輛・その他 / 個人用装備

#### 艦艇
装甲降下艇 ホリゾント（Horizon-T）
第2次地球奪還作戦に投入される強攻降下用装甲艇。
火星（マルスベース基地）から地球までは宇宙空母「イカズチ」に牽引されてきた。両舷にあるコンテナ下部にレギオス+トレッド（分隊指揮官機）を1機ずつ懸架可能で、パイロットを搭乗させる機構もある。
実質はモスピーダ等のアーマーサイクルや兵員を地上に送り込むための降下専用艇でしかなく、その大気圏突破能力や船体構造強度にも不安がある。インビットが地球大気圏上層部に施した罠に落ち、そのほとんどが異常大気及び異常加速度により燃え尽きて全滅した。第3次奪還作戦ではHBT（ロボテック版ではProtoculture）の反応を抑えるステルス仕様のダークタイプ（同じくロボテック版では「シャドウ」型、Horizon-V）も参加している。
高速輸送艦 ガーフィッシュ
第1次 - 第3次地球奪還作戦に投入される高速輸送艦。海外版ロボテックでは高速軽巡洋艦に分類されており、同作内では主砲を持たない同型の艦体下部に、大型の格納庫を装備した遠距離高速輸送艦型（ロボテックではマラソン (Marathon) 級）もある。艦底部に3機ずつレギオスを収納するコンテナ式の格納庫を3つ持つ。第3次ではダークタイプも参戦する。
このクラスは地球奪還作戦のための強行突入用輸送艦としての性格が強く、武装は左右の船体スリット（合計6か所）から発射されるミサイルと、艦底部コンテナの前に3連装ビーム砲塔が1基あるのみ。このため後方からはもちろん、上部からの攻撃にも弱いが、ロボテック版では幾らか改善されているらしい。
大気圏内に直接降下し、重力下での航行も可能である。第18話では第一次降下部隊所属の本艦が、インビットの中継タワーに自爆特攻を敢行する。
- ロボテックでは仕様により、斥候艦 (Scout Cruiser) または軽巡洋艦 (Light Cruiser) 及び強襲輸送艦 (Assault Transport) に区分され、「ロボテック：シャドウ・クロニクル」(Robotech:The Shadow Chronicles) にもCGとなって登場、船体強度の低下を忍んでゼントラーディ軍の艦艇のように艦体自体が上下に割れて大型シンクロトロン砲を発射する新機構が加わった。

宇宙空母 イカヅチ
大型の宇宙空母。第2次降下作戦参加艦から登場した艦種で、各部コンテナに24機ずつ、計140機近い「レギオス」可変戦闘機を搭載できる。同型艦多数。三連装ビーム砲塔を各所に装備していて火力も高い。ただし、上甲板の砲塔8基中5基は艦橋構造物が邪魔で右舷方向を攻撃できない。ガーフィッシュ級同様にダークタイプも存在し、第3次降下作戦時には、一部主砲をシンクロトロン砲に換装している。同型艦の「ホーセット」は、その第三次降下作戦で、撃沈されている。
- ロボテックでも同様に（"Ikazuchi" / 「雷」）級は大型（または重）巡洋艦 (Large Cruiser) に分類され、「ロボテック：シャドウ・クロニクル」にもCGとなって登場する。

イズモ級旗艦
第三次地球奪還作戦の艦隊旗艦。Neutron-S（S型中性子）ミサイルをはじめ、戦略級の兵器を格納可能な他、強力な力場シールドや多数の艦載機を格納している。建造費用があまりに高額なため、2044年の現時点では1番艦、かつ旗艦でもある「イズモ」1艦しか建造されていない。
- ロボテックではSDF-4（マクロスと同じ『超時空要塞』に区分）の艦籍番号を持ち、同じく「ロボテック：シャドウ・クロニクル」（「影の年代記」）にCGとなって登場し、艦級名称も 遠征艦隊軍（UEEF）の旗艦「リベレーター」（"Liberator"）級 と改称されている。

荷電粒子ミサイル
爆発と同時に大量の荷電粒子を周囲に撒き散らし、1発で地球規模の惑星の大半を破壊出来るという、核兵器以上の破壊力を持った第3次奪還軍の最終兵器。キノコ型で傘が本体、軸がブースターの二段式超大型ミサイルである。本編では、地球に居座るインビットを地上に残る人類を巻き添えにしてでも滅ぼすために艦隊から複数発射されたが、インビット女王レフレスの力で中和・消去された。
- 『ロボテック：シャドウ・クロニクル』では、S型中性子超時空戦略 核ミサイル（"Neutron S Type Super Dimensional Strategic Nuclear Missile"）と呼ばれ、このミサイルやシンクロ・キャノンの技術提供元の異星人「ハイドニット」（"Haydonites"）に重要な秘密が隠されており、伏線となっている。

ガンボート
第16話に登場。南米の海軍基地跡に遺棄されていた砲艦。パナマ地峡を経由せず、海路北アメリカに渡るために再整備され、スティック一行の足となった。劇中では艇首に速射砲を持つ大型のAタイプ1隻と、囮として無線操縦される小型のBタイプ2隻が登場し、どちらも多連装ミサイルランチャーで武装している。

#### 航空・宇宙機
可変戦闘機 レギオス
第2次地球奪還軍の主力兵器。第1次地球奪還軍に配備されていた可変戦闘機『コンドル』の発展機で、第1次奪還軍が全滅しているため徹底的に能力の強化が図られ性能は段違いにアップしている。単独大気圏突入能力を持ち、機体中央後（アーモソルジャー時の股間）ベクタードノズル部をドッキングコネクタにしてトレッドを接続することで大気圏離脱も可能になる。戦闘機形態のアーモファイター、中間形態のアーモダイバー、人型形態のアーモソルジャーに変形可能。VTOL機のためファイター形態でも滑走路が不要であり、あらゆる局面でインビットとの交戦が可能な万能の機体である。
後述のトレッドと共に製造メーカーは「マルス・ガーランド工業」だとされる。
コンドルと操縦・制御系統が近似しており、同系のコンバートで地球に降下したイエローと整備兵だったジムはともかく、まともな訓練を受けていないレイやフーケにも扱えるような初心者用と、熟達した操縦士であるジョナサンのような歴戦の勇士が扱う際の熟練者用の、二つの操作性を持ち合わせる多機能の操縦補助機能を持つ。なお、操縦士の対G機能は全てライドスーツがまかなう。
- レギオス・エータ（AFC-01Η）：指揮官用で機体色は青。本編ではほぼ一貫してスティック専用機であり、一行がイオタやゼータも手に入れた後は編隊長機として活躍する。
- レギオス・イオタ（AFC-01Ι）：一般用で機体色は緑。本編では主にレイが搭乗するが、イエローが搭乗することもある。非戦闘時にはジムが操縦することもある。
- レギオス・ゼータ（AFC-01Ζ）：大気圏内での飛行能力強化型で機体色は赤。プラモデル等のデカールではジュピターベース所属機となっている。本編では主にフーケが搭乗。

レギオスアーモソルジャー時の性能諸元
- 全高：8.75m、全幅：4.3m、全備重量：16.70t、主エンジン出力：1840shp×2、副エンジン：最大推力4,800kg×4、最大走行速度：120km/h、武装：内蔵ミサイル最大96発（小型ミサイルが肩部に4×2×2、腕部に5×4×2。脚部に5×4×2。）、手持式80mmビームキャノン×1(2)、ビーム砲×2（機首）
- HBTは1ケース単位で交換する。第5話等でこの様子を見ることが出来る。
- 海外ロボテック版ではF/A-18 ホーネットの例にならいベリテック（"VERITECH"）（可変工学とロボット工学統合技術）による「可変戦闘攻撃機」として接頭記号 VFA-6 (Η,Ι,Ζ) の他に、後述の支援機「トレッド」（ベータ）との連携システム名称として「アルファ・ファイター」（"Alpha (α) Fighter"）の別名を持つ。

無人レギオス
第11話に登場。無線による遠隔操縦機でドガーボのコレクション。無人機でありコクピットは外板で覆われており、エータ、イオタ、ゼータの3種類を揃えていた。ドガーボの遠隔操作により囮（おとり）機として使用され全損失した。ロボテック版では "VQ-6 Vandal"。
AFC-01X ダーク・レギオス
第23話から登場（正確にはシノブが持ってきたビデオ映像で映される）。その名の通り暗いグレーで塗装された第3次地球奪還軍の主力。HBT反応の機外への放出が抑えられ、インビットに探知されにくくなったステルス機である。有人機と無人機の2種があり、有人機の方は第3次降下作戦開始前に先発隊の何機かが地球に降下し、第2次降下作戦の残存兵達と共にレフレックス・ポイントの攻撃に参加。マニピュレーターは三本爪型に簡略化され、マルスベース開発のレフレックス・ポイントのシールドを破れるシンクロトロン砲を搭載する。本編では「ダーク・レギオス」と呼ばれるが、設定書の段階では「ブラック・レギオス」だった。
シンクロトロン砲はアーモソルジャー時には担ぐ形で使用。頭部はエータのような形状に、イオタのような単眼カメラとなっているが、イオタが四角なのに対し、こちらは円形という違いがある。同色のトレッドもあるが、こちらは単体での運用活躍シーンは無い。
最終回に登場した無人機の方は、ドガーボ・ジュニアの遠隔操作レベルの無人レギオスとは一線を画し、完全に『AI』によって制御され、自らの判断で敵を認識・攻撃を行う「戦闘機型オートマトン」である。しかもこのAIは極めて攻撃的に設定されており、ひとたび敵と判断すればインビットと地球軍 の別無くあらゆる兵器を攻撃目標とするため、この無人ダーク・レギオスの投入は、まさに死なば諸共の最終決戦であることを意味する。だがそれでも荷電粒子ミサイルを発射しないための最後の手段である。有人機との違いは頭部とコックピットが廃され、キャノピーに当たる構造物の前部がオレンジ色のカメラアイとなっている点である。
- 海外ロボテック版の正式名称は「VFA-6X シャドウ・ファイター」"Shadow Fighter"。こちらでは武装が"Disruptor cannon"（破壊砲）で、HBTではなく、プロトカルチャー（資源）の放出を抑えるという設定になっている。
これはこの世界が「マクロス・サーガ」の世界とつながっており、日本の『超時空要塞マクロス』における監察宇宙軍」のオーバーテクノロジーに相当するものが Robotechnology であり、「プロトカルチャー（資源）」のエネルギーを動力源にしているためである。
- 「無人ダーク・レギオス」の海外ロボテック版正式名称は「次世代ステルス・アルファ・ベリテック　自律無人機」　"VQ-6X アサヴァン (ASAVAN)  Veritech Shadow Drone"。

可変戦闘支援機 トレッド（AB-01）
レギオスの支援機でアーモボンバーと呼ばれる爆撃機。
レギオスと同様に、航空機形態のアーモボンバー、中間形態のアーモダイバー、人型形態のアーモソルジャーの3形態への変形機構を持つ。強力なレーザーカノンやミサイルを装備しており、レギオスに対して機動力より攻撃力に特化した重武装の機体である。作品内では主にレギオス・エータの後部に合体し、高出力のエンジンはレギオスのそれを凌駕し、ブースターとして運用されている。第1話ではスティックの部下他のレギオス・イオタと接続された、イオタと同色塗装のトレッドが多数登場しているが、ゼータカラーは未登場。第2次降下作戦のために開発された最新兵器であり、第1次降下作戦参加のイエローとジムは当初、本機の存在さえ知らず、アーモソルジャー形態で登場したのも第13話からだった。
レギオスとの主接続部は機体中央下（アーモダイバー時の股間）部に位置するドッキングボルト。これを展開伸長して接続を行い、レギオス接続時でもトレッド側の内蔵ミサイル、バルカン砲、レーザーボンブランチャー及びナパーム弾の共通使用が可能。不要となったトレッドの強制排除も可能だが（第1話）、トレッド側のパイロットが確保可能なら空中での分離運用も行える（第23話）。両機が空中や地上で合体接続が可能なのは、第16話で確認出来る。このドッキングボルトは前部降着装置を格納している部位でもある。
レギオスは、トレッドとドッキングした状態でアーモソルジャーへの変形が可能で、劇中では通称「アタッキング・フォーメーション」（強攻形態）と呼称され、変形後の背面にトレッドをドッキングさせた時のレギオスの機動力が飛躍的に高まるが、変形前・後共にトレッドはアーモボンバー形態であることが前提で、この強攻形態は、第1話における第2次降下作戦時の宇宙空間での戦闘場面でしか描写されなかった。
機体容積がレギオスより大型の分、武装はレギオスを上回り、内蔵ミサイル最大48発。腕に三連装レーザーカノン×2。背部に三連装レーザーボンブランチャー×2。機首にバルカン砲×3（ボンバー時のみ）。さらに爆弾倉へナパーム弾を最大72発搭載可能。なお、第23話でミントやアイシャが乗っていたのはこの爆弾倉であり、設定書には「本来、人が乗るべき所ではない」との注釈がある。第16話で海を渡る際にはジープを解体して積み込んだ。
- 地上での初登場の第10話では、レギオスとトレッドの操縦席には操作説明書が一冊づつ常備されていることが判る。同話ではレイとフーケが各々説明書と首っ引きで操縦して奮闘する場面が見られる。
- インビット最強進化型であるゴース（バットラー機、ファイド機）相手に、撃墜もしくはそれに近い致命的ダメージを与えているのは主役機であるレギオス（第24話で一応量産機を倒している）ではなく本機。
- 第10話にて、ポイントKで入手出来たのはレギオスとトレッドのそれぞれ2機だったが、トレッドに至ってはその後に一行で運用されていたのは1機だけであり、もう1機の方はレイが同話で初操縦し、グラブを撃退したものの、そのまま沈没艦に激突して損壊してしまった機体の可能性がある。
- ファイター時には露出キャノピー式のレギオスよりも有視界での操縦や動きに支障が出そうだが、パイロットが密閉保護式になるので、レギオスより安全度が高い。
- 海外ロボテック版では可変・戦闘爆撃機に分類され、正式名称は日本原作とほぼ同じ（βファイターボマー こと）「VFB-9 トレッド」（"Beta Fighter Bomber / TRead booster"）である。ベータ（β）という命名は「レギオス」をアルファ（α）と分類した上でのシステム名称であり、「トレッド」は、"TRans-EArth Deployment"（和訳：地球圏／宇宙空間両用・双方向接続・支援［システム］）から頭文字と接続文字を採ってつなげたものである。

- 派生型として 電子戦機 (Electric Warfare) である VE-12 ストーカー（"Stalker"）もある。なお、海外ロボテック設定では可変航空機の人型形態は全て「バトロイド」に名称が統一されており「トレッドのバトロイド」は各型で頭部が異なる。

可変戦闘爆撃機 コンドル（VFB-05）
回想場面にのみ登場した、第1次降下部隊の可変戦闘爆撃機。設定上ではアーモファイターとアーモソルジャーの2形態に可変する。ただし、ファイター時の設定書はなく、近年になってロボテックファンダム界で準公式とも言うべきファイター形態の設定画が描かれた。大型の携帯武装1丁と背部に三連装ミサイルポッド×3を装備する。可変戦闘機というよりは「飛行形態をとれる」人型戦車とでもいうべき性能で、操縦性や大気圏内の飛行特性は劣悪で、本機の反省を経てレギオス+トレッドのシステムが開発されたという経緯がある。
降下軽戦闘機 コンバート（AF-03）
コンドルと同じく、第1次降下部隊が用いた戦闘機。ミサイル4発を翼下のパイロンに搭載。かつてのイエローの愛機として、回想場面に登場。なお、2013年7月23日に米国本土で発売されたイエローのミュージック・ビデオ「ロボテック：愛・生・希望」(Robotech: Love Live Alive) の米国独自の映像新作部分のフィルムでは、宇宙戦闘機 / 航空宇宙迎撃機を意味する S pace F ighter / interceptor, A erospace の頭文字を採用した形式番号を用いてSFA-5 Conbat / Convart（別名 "Bat"）、重火力・戦闘爆撃機 (Heavy Ordnance Strike Fighter) に区分され、主役級の機体として登場している。
寸法：全長 17.10m 翼幅：9.70m（最大）/9.50m（大気圏再突入時） 全高：4.10m 乾燥重量　(Dry weight) 12.90 t
武装：前方固定粒子ビーム砲×2門、4箇所の内翼下固定ハードポイントに多種多様な任務に応じた重量級爆弾またはミサイル類。

#### 地上車輛・その他
レニーボーイのサイドカー
第21話に登場したチョッパータイプのサイドカー。軍人狩りを行う殺し屋レニーボーイの愛車で、側車はミサイルポッドになっている。レイの弁ではモスピーダと同様にHBTエネルギーを使っている模様。
自走シンクロトロン砲
第23話に登場したマルスベースの新兵器。ホバー式に浮上走行可能な自走砲。その威力は一撃でガーモ級の重バトルウォーマーを、数機まとめて破壊するほど。インビットの手に渡らぬように、レイが数回使用した後に自爆させた。ロボテック版では米陸軍の試作火砲の接頭記号"Y"にならい YMH-10 Self-Propelled 'Synchro' Cannon　（YMH-10 自走シンクロトロン（円形粒子加速器）・カノン砲 の意味）という制式名称。

#### 個人用装備
アーマーバイク / ライドアーマー
第1次より第3次まで計3度決行された全ての地球奪還作戦にかけて、地球降下部隊が着用するパイロット・スーツ（耐G服）と装甲を兼ねた専用「騎乗服（ライドスーツ）」に合わせて開発された、膝から上の上半身に装着される「装甲及び機動倍力ユニット」である。第1次地球降下作戦の行なわれた西暦2080年当時には、すでに第1世代車輌である「ブロウスーペリア」と『バートレー」が開発されていた。効率のよい長距離移動用としてのバイク形態の他、可変戦闘機「レギオス」に脱出ユニットとして格納するため、小さく折り畳んだ収納形態も存在する。
一般には「オートバイが変形して、パワードスーツになる」と表現されることが多いが、実際には膝から下は元来、着用しているライドスーツである。スーツの型番は男性用がCVR-3M(Male)、女性用はCVR-3F(Female)。スーツにある12か所 のコネクターでライドアーマーのカプラーと接合して自重を支えているため、ライドスーツ着用状態でなければ、ライドアーマーは変形装着不可能。CVR-3Mは脹脛以降が伸長、CVR-3Fは脹脛以降が展開と伸長をしてライドアーマーの高出力を支える。専用ライドスーツは前腕用・胸肩部用・腰部用・上脚用・下脚用の装甲とヘルメットで構成され、車体後方に追加装備可能な3個の専用コンテナ内に分解して収納される。なお、太腿の装甲はライドスーツ上脚用のものであり、ここのみカプラがなく、アンダーアーマーとしては一切ライドアーマーと接続していない。
有重力下での高跳躍やホバリング、低速とはいえ推進飛行も可能であり、短距離だがアフターバーナーによる急加速機能も併せ持つなど機動性に優れる。装甲はインビットのバトルウォーマーのパワーと火力の前では「生身よりは多少マシ」と言えるほど脆弱で直撃には耐えられず、格闘戦など望むべくもない。個人用携行機動兵器としての限界から、攻撃を受けるよりは回避しながら反撃を行う戦術が正攻法である。その戦闘力は、ガーモ以上の規模のバトル・ウォーマーに対しては直撃しても弾かれる場合が多く、撃破は至難の技とはいえ（第19話 ほか）、実際にはイーガーやグラブであれば接近戦で先の機動力を活かし、急所を突くことで火器の装弾数分だけ撃破することが可能であり、この規模のインビット・バトル・ウォーマーにとってはレギオスやトレッドにさえ劣らない驚異的な兵器である（正規の訓練を受けた熟練者が装着した場合の話である）。
- HBTはタンク後部に標準4号缶1缶を丸々差し込んで使用する。この部位はデザインモチーフの原型となったスズキ・カタナのチョーク弁ハンドルの部位でもある。

数多くの派生型（バリエーション）があると推測される。劇中登場したものは以下の5種類である。
第1世代車輌 バートレー（VR-038L "Bartley"）
劇中ではフーケが使用する。第2世代のモスピーダより性能は旧式。武装はオートバズーカ（実体弾/ビーム兼用型）1門のみである。元来第1次降下作戦に参加した瀕死の女性兵士から形見に贈られたものであり、オートバズーカが制式火器なのかは不明。女性用として開発されており、体格がフーケに合わせて調整されているため、他のメンバーは男女を問わず装着できない。
アーマーバイク形態時性能諸元
- 全長：2,050mm、乾燥重量：140kg、最大巡航速度：200km/h、走行距離 約300km、燃料：HBT 4号 標準規格筒 1本

ライドアーマー形態時性能諸元
- 全高：2,050mm、最大跳躍高度： 約100m、最大走行速度：66km/h、ロケット最大推力 250kg ×2、駆動モーター×8、連続作動時間：約20分

エンジン - HBT セラミック タービン・エンジン 83HP / 14,500rpm
第1世代車輌 ブロウスーペリア（VR-041H "Saber"）
041型は両胸部分に6連装ミサイルポッド×2、両腕には高周波ブレード（設定書では「高周波サーベル」と表記されている）を装備した重攻撃型。この装備がイエローの父の影響による独自改造（カスタムメイド）的なものかどうかは不明で、劇中でも使用した武器はもっぱら胸部のミサイルであり、高周波ブレードが使用される事は無かった。第1次地球降下作戦時に使用されていたライドアーマーで、男性用として開発されている。武装以外の性能等はバートレーと同等である。イエローがインビットの襲撃を逃れるために周囲から気付かれないように隠し持っていた。
アーマーバイク形態時性能諸元
- 全長：2,050mm、乾燥重量：140kg、最大巡航速度：200km/h、走行距離 約300km、燃料：HBT 4号 標準規格筒 1本

ライドアーマー形態時性能諸元
- 全高：2,050mm、最大跳躍高度：約100m、最大走行速度：65km/h、ロケット最大推力 250kg ×2、駆動モーター×8、連続作動時間：約22 分

エンジン - HBT セラミック タービン・エンジン 88HP / 15,000rpm
第2世代車輌 モスピーダ（VR-052F/T "Battler" あるいは VR-055 "Devastator"）
第2世代のアーマーバイク / ライドアーマー。Military Operation Soldier Protect Emergency Aviation Dive Auto（軍事作戦用兵士防御型・緊急時飛行体系降下車両）のイニシャルから作品タイトルにもなっている「モスピーダ」と俗称される。第1次降下作戦時のライドアーマーより機能面の改善および軽量化がされているため、性能がややアップしている。指揮官用のF型は、両腕に使い捨て式のミサイル2本を収めたミサイルポッドを1組として左右で2基（計4発分、次発装填分無し）装備している。ミサイルは「グラブ」級までの大抵のバトルウォーマーを撃破出来る破壊力を有するが、4発を撃ち尽くしてしまうと丸腰になる致命的な欠点がある。そうした欠点をカバーする為、カウリングに60mmビームキャノンを装備可能。作中ではスティックが8話から使用。
レイが使用していたT型はミサイルポッドがないが、40mmビーム機銃を装備。バイク形態でも射撃が可能。一般兵用と設定されていた。
武装以外の性能はF/T各型共通である。
アーマーバイク形態時性能諸元
- 全長：2,050mm、乾燥重量：132kg、最大巡航速度：220km/h、燃料：HBT 4号 標準規格筒 1本

ライドアーマー形態時性能諸元
- 全高：2,050mm、最大跳躍高度：約100m、最大走行速度：80km/h、ロケット最大推力 250kg ×2、駆動モーター×8、連続作動時間：約30分

エンジン - HBT セラミック タービン・エンジン 98HP / 16,000rpm
- なお第1話では、スティックが墜落破損したレギオスから格納状態のモスピーダを降ろす場面や、レイが墜落したホリゾントの格納庫からアーマーバイク形態のモスピーダを持ち上げて引っ張り出すシーンなど、設定重量より遥かに軽量と思しき描写が散見される。
- モデルは、SUZUKI GSX1100S 刀（カタナ）。上述の通り開発にはジョナサン・ウルフその他の火星マルス・ベース所属軍人が関わり、先に挙げた従軍記者H・カキヌマの誌上レポート記事内で言及された。この際、当初ジョナサンから右ハンドル奥のレバーには「触れないように」という一言の注意のみを受けているが、専用ライディングスーツの着用は認可されている。そのため、カキヌマは専用スーツ（すなわちライドスーツ）を着装してモスピーダを操縦、弾みでライドアーマーにもなっている。
- アーマーサイクルは海外ロボテック版では 「サイクロン」("Cyclone")、あるいは"VR"こと、「ベリテック」ライダー・シリーズ (Veritech Rider series) という名前で知られ、VF-1 バルキリーを可変戦闘機の総称とする例にならった「サイクロン・システム」(Cyclone system) という「一般名称」も設定された。

第3世代車輌 ダークモスピーダ（VR-101P "Shadow Dancer"）
作品終盤で登場。インビットが HBT に反応して攻撃を行なうため HBT 反応の出ない第3世代のステルスタイプ。第3次地球降下作戦で投入される。最終回ではイエローのコンサートへ向かうソルジィも使用していた。なお、第23話ではシノブ・タケウチがダークバートレーに搭乗し、その車体のカウリングにはバズーカ砲に代えてカメラを装備する。
スペック不明
- ロボテック版での名称は VR-101P シャドウ・ダンサー ("Shadow Dancer")。シャドウ・クロニクル時代には完全新設計の発展型　VR-057「スーパーサイクロン」("Veritech Super Cyclone")  も登場している。

ビームガン
スティックたちが護身用に携行している火星コロニー軍制式の粒子ビーム式拳銃&小銃切替式の統合個人用携帯小火器システム。
第一次降下部隊のジョナサン少佐やフランキー軍曹が使用した旧型と違い、銃床（ストック）と消音器（サプレッサー）状の射程距離延長のための長銃身アタッチメントを付けることでライフル銃として運用することが出来る新型である。
パワーオンの状態では、インビットに HBT エネルギー反応を探知されてしまう。
- ロボテック版では火星コロニーの寡占複合企業であるマーズ・ギャラント（" Mars Gallant "）社製造の" H-90 Particle Beam Gun System "（H-90 粒子銃システム）と設定された。

ジープ
軍用小型四輪駆動車。グリーンに塗られたジムの愛車で、主にミントやアイシャといった非戦闘員を同乗させていた。他に予備の燃料弾薬や補修工具、食料などを搭載する、地味ながらスティック一行にはなくてはならない支援車両であり、一行がレフレックス・ポイントに到達出来たのも「この車輛あってこそ」と言っても過言ではない。
サイズの割にかなりの馬力を持っていて、雪山ではレギオス3機とトレッドを牽引している描写がある。オープントップだが車体には幌を張れる。一見、非武装であるがボンネット正面にビームガン1丁を固定装備し、レフレックス・ポイントでの決戦時には、荷台に埋め込んでいたミサイルランチャーを展開して戦闘を行った。第7話では大型対物ライフルも使用している。
- なお、ジムは登場当初、これとは別に黄土色の六輪大型ジープを愛車にしていたが、同車は軍人狩りにあって遺棄されている。
- ロボテック版での名称は " All-Terrain Squad Support Vehicles M-304 Jeep " （M-304 四輪駆動車 / ジープ・全地形踏破分隊支援車輌）

ビジョン・ペンダント
第1話でスティックがマリーンから貰ったペンダントで、主に火星で使用されているようで、開くと小さな立体映像で人物と、その人物の録音された声が入る音声内蔵ペンダント。スティックは第二次降下作戦開始直前にマリーンと婚約の約束をし、その了解の返事は貰ったものの、マリーンは死んだ為、そのまま彼女の形見となってしまった。
同タイプのペンダントを、第18話ゲストのダージリンが持っていて、そこには息子のミエンヌ大佐が入っていて、ダージリンは息子を誇りとしていたものの、自分の現在の落ちぶれた姿を見せるのを恥として、第三次降下作戦直前に1人でインビットの中継タワーに攻撃を掛けて玉砕し、その墓標に出撃直前のフランキー達はこのペンダントをかけた。
スティックは最終話でインビットも地球から去り、そしてアイシャとの間に芽生えた愛から、悲しい過去への決別と未来に向って歩き出す決意で火星への帰還途中の宇宙空間へこのペンダントを捨て去る。物語の最初と最後に使われた意味では、作品のキーアイテムになったともいえる。

### インビット側
インビットの戦闘メカはバトル・ウォーマーと呼ばれる。甲殻類を思わせる生物的なシルエットが特徴。インビットとはあくまで生命体（異星人種族）であり、バトル・ウォーマー内の素体こそが本体である。インビットは当初、地球の大気組成に適応出来ず、特に酸素に触れると、その浸透圧と酸素の毒性により体液が沸騰蒸発してしまい、生存が不可能だった。そのため環境服の機能と同時に、戦闘のための強化外骨格を持つパワードスーツ（強化服）を着込む必要があり、これこそがバトル・ウォーマーであり、物語中盤までこのバトル・ウォーマーがインビットそのものとされていた。しかしバトル・ウォーマー内の素体が環境に合わせて進化していくうちに人間形態を取る個体が現れ、これらが搭乗して操縦する新型のバトルウォーマーが用いられるようになる。単眼式カメラアイには赤と青が存在する。赤はメス（女）、青はオス（男）で、実際にアイシャとソルジィは目が赤く、ソルジィのゴースも単眼式カメラアイが赤い。バットラーは目が青く、バットラーのゴースの単眼式カメラアイは青い。
ロボットアニメの定石として、ストーリーが進むにつれインビット側の機体も強力になっていくのだが、その過程が女王レフレスの眼鏡にかなった優秀な個体が「進化」という形でレベルアップしていくのが特徴。外見も水中生物を思わせる第一形態（イーガー）から、陸上への適応 → 大型化、武装強化 → 人間型と、地球上の生物が進化してきた過程を体現している。
大抵の対人火器を弾くが、プロテクトインビットやゴースを除けば、構造上、非装甲な単眼式カメラアイが弱点。ここに命中すれば、インビットが地球の大気に晒され気化してしまうため、ガーモだろうとカメラ真後ろに位置するインビット本体を直撃して撃破出来る。ただし、標的が小さいので狙うことは難しく、インビットも狙われていると判れば手でカメラアイを防御することも多い。自衛以外、対人火器のみで立ち向かうのは自殺行為である。
- 海外版の「ロボテック・ニュージェネレーション」でもInvid（インビッド）と呼ばれ、海外オリジナルの「ロボテックIIセンチネル」では、外骨格なしで普通の衣服を纏って行動する第一進化形態の指揮官インビッドで、女王の摂政を「自称」する「リージェント」（英: Regent）と呼ばれる個体も登場する。「モスピーダ」での設定では、人間型の第五進化体以外は地球の大気中での生存に適さないため、液体につかりバトルウォーマーを常時着用しているが、「ロボテック」のコミックス版では設定が異なり、最初のナメクジ風の原始的な形態からアニメの第一進化形態までの間にさらに2つの形態が認められるなど、オリジナル設定が追加されている。

イーガー
衛星軌道上での迎撃、および大気圏内での空戦を行うインビットの第一進化形態。全高2m50cm。ローズマダーの大きな甲羅と大型のクローをもつ2本ずつの手足を有する。HBT反応を嗅ぎ付け、虫が光に吸い寄せられるようにHBT機関に突進、肉弾特攻をかけマルスベースの宇宙船ごと自爆していく。宇宙空間ではブースターを装備している。大気圏内では飛行して先遣隊の役を果たし、場合によっては格闘攻撃も仕掛ける。最初に登場したタイプは火器をもたず、爪攻撃や体当たりをしてきた。後に2門の集光ビーム砲を備えたタイプも登場。
- ロボテックでは非武装型は「インビッド・スカウト」、武装強化型は「ファイター・スカウト」と呼ばれる。

グラブ
各所に黒のラインが入る、パープルのツートンカラーの甲羅を持ったインビットの第二進化形態。全高5m10cm。イーガーよりも地上戦に適応しており、大きな足でしっかりと二足歩行ができる。設定資料にも、どこか愛嬌のある二足歩行のモーションが詳しく描かれている。両腕の破砕式大型クローが武器だがイーガー同様、両肩部に大型レーザーカノン砲を追加した火力増強タイプもある。装甲は増加したが動きは鈍く、ライドアーマーどころか、生身の人間相手にもクローの一撃を躱される事があり、特に空戦での機動性はイーガーに一歩譲る。
第1話に登場して、レイを襲い、スティックに倒された個体は通常タイプだが、第2話以降では、火力増強タイプがもっぱらとなり、第16話以降は通常タイプはほぼ登場しなくなり、火力増強タイプが通常タイプとして扱われるようになった。
- 大型砲から撃ち出されるものは原作版の設定ではレーザーだが、ロボテック版ではプラズマパルス及びプラズマビームとなっている。
- ロボテックでは初期型は「インビッド・トルーパー」、大型砲を搭載した強化型は「ショック・トルーパー」と呼ばれる。

ガーモ
より戦闘的に大型化したスカイブルーとオフホワイトのインビット第三進化形態。全高7m10cm。劇中、スティック達を相手に善戦したグラブがレフレスに評価され、ガーモに進化するシーンがある。後述のゴースと同様、イーガーやグラブの部隊を率いて登場するシーンもあり、指揮官機的な存在と言える。ビーム兵器を標準で装備した初のバトルウォーマーでもある。HBT探知能力もより高められ、標的の持つエネルギー反応を地下に潜っていても関知できる程になった。
胴体は小さく、主砲および手足ユニットが巨大。胴体の集光ビーム砲2門に加え、主砲として三つのレンズ状発振部を持つヒートカノン砲を備えている。これは2本の弾道が一つになって放たれる熱線砲で、従来の火器とは比較にならない威力を持つ。高い機動性を持ちながら装甲も厚く、正面からではモスピーダ程度の火力では容易に撃破できず、劇中では背面からでなければ貫通不能である。ブースターなどの追加装備無しに大気圏離脱及び宇宙空間での戦闘も可能で、レフレックス・ポイント攻略戦ではその火力で降下部隊を苦しめた。また、スピーカーまたは発声器官を有している模様で、作中、片言ながら人間（レニーボーイ）に命令を下すシーンがある。
- ロボテックでは「インビッド・エンフォーサー」と呼ばれる。

プロテクト・インビット
全高2m15cmの小型バトルウォーマーを着込んだインビット第四進化形態。外見はグレーのプロテクトスーツ状でヒューマノイド型に近い。しかし、作中では他の形態から進化したり、他の形態に進化したりするシーンがなく、対人用・指揮用の特殊形態と見ることもできる。
武装は両腕にビームガン。オプションとして光弾バズーカと円形楯を装備する。
それ以下の進化形態たちの指揮官クラスで、要塞内に多く見られ、また協力的な人間との接触の場にも現れる。小型であるため戦闘力は比較的低い。装甲も薄く、対人用のビームガンでも撃ち抜かれる。第22話では、緑色の指揮官個体も見られた。
ゴース
地球環境への適応の結果、最終的に人間体となったインビットが搭乗する専用機体。ガーモから進化する。全高8m60cm。他のバトルウォーマー同様生体メカ的で、何でできているのか、どう作ったかはまったく不明。従来のカニ風バトルウォーマーに比べ、その姿はかなり人型に近い。バットラー専用のグリーンを基調とした機体とソルジィ専用のパープルを基調とした機体、ファイド他の乗る量産機と思しきダークブルーの機体があり、バットラー機のみ後頭部に角があるのに加え、彼特有のブルーのアイカラーとなっている。
武装も強力で、右手に大型レーザーカノン、頭部に集光ビーム砲、加えて背中に多連装ミサイルランチャー（ボール・ミサイル33発）×2まで装備。数の力で圧倒するイーガー、グラブと異なり、単独でレギオスクラスの戦闘攻撃機と互角以上に戦える性能を持つ。防御面でもアンチマテリアルライフルの連射にも耐える程の力を有する。
「軍人狩り」に象徴されるように人間の好戦性には否定的だったインビットが、人間に近い存在に進化していく過程でこのような強力な機体を生み出したのは皮肉な結果である。特にバットラーのような好戦的な個性の誕生はインビット内部の混乱を招き、地球を放棄する一因にもなったと言える。
- ロボテックでは「ロイヤル・コマンド・バトロイド」と呼ばれる。

シェルドゥ
ホタテ貝のような形をしたインビットの宇宙空母。内部にブースター付きイーガーを360機詰め込み、上下のハッチを開放し射出する。火力皆無で防御力も低く、劇中では第3次奪還軍の艦砲に護衛機ごと撃ち抜かれて一撃で破壊されている。
- 設定書によると、一万近くもの数が存在するという。多くは軌道上に配備されているようだが、ロボテック：シャドウ・クロニクル(Robotech:The Shadow Chronicles)では、レフレックスポイントから次々に打ち上げられるシーンがある。

HBT感応レーダー
第12話「要塞突破ブギ」で登場したインビットの要塞内部にあるレーダーで、まるで脳のような形状をしており、レギオスやモスピーダが近付くとこのレーダーが点滅して感応し、それを守備の大量のイーガーやグラブに伝達する。このレーダーがある限り、軍人達はモスピーダやレギオスがあっても、インビットの要塞のある場所の突破を困難にしている。

#### 個人用装備
ソルジィのビームガン
第17話「白夜のセレナーデ」でソルジィが使用した携帯型のビームガンで、スティック達地球側が使用するビームガンと似た形状ではあるが、二回りほど小さくコンパクトで、角張った地球側と違って丸みを帯びているデザイン。
人間態に進化したインビット専用の武器として、他の人間態インビットも持っていると思われるが、本編では使用したのはソルジィのみであり、しかも構えたのみで、発砲するシーンもなかった。

## スタッフ
- 製作 - 吉田健二
- 企画 - 井上明（タツノコプロ）、鈴木敏充（アートミック）
- 音楽 - 久石譲、小笠原寛
- シリーズ構成 - 富田祐弘
- 文芸担当 - 長谷川菜穂子
- メインキャラクター - 天野嘉孝
- メカニックデザイン - 荒牧伸志、柿沼秀樹
- 美術監督 - 佐藤広明
- タイトルロゴマークデザイン - 杉澤英樹
- 作画監督 - 宇田川一彦、新井豊
- オープニング作画 / エンディング演出 - 金田伊功
- メカニック監修 - 窪田正義
- プロデューサー - 前田和也（フジテレビ）、木村京太郎（読売広告社）、岩田弘（第1 - 5話、アニメフレンド） → 由井正俊（第4 - 25話、アニメフレンド）
- チーフディレクター - 山田勝久
- 原画作監 - 山本哲、野崎恒伸
- 原画 - 金田伊功、本多哲、星川信芳、高木敏男、松下佳弘、和泉絹子、時矢義則、アベ正己、田辺由憲、多賀一弘、青井清年、北久保弘之、森安夫、清水義治、山田光洋、寺沢伸介、山沢実 他
- 動画作監 - 金子美津江、飯野享、山崎茂
- 動画 - 鷲田薫、福井智子、村田充範、石川哲也、斉藤昭子、宮沢康規、水井靖、前澤弘美、石川弘子、竹内一義、郷敏治、奥田淳、豊島光子、渡辺律子 他
- 色指定 - 北川正人、小松りえ、田中節子、根岸節子、村上和子、金丸ゆう子
- 検査 - 斉藤明美、高田香代、高橋慶子、橋田素美、安斉弘美、木山裕美子、田中節子、露木清美
- 仕上 - 杉浦充、岡本ひろみ、石川裕子、穴見順子、石田義秋、村上貴信、豊田キミ子、真田芳生、佐々木小百合、横山彰子、岡部志保美、渡辺賀寿栄、田中尚子、金丸ゆう子 他
- 特殊効果 - 朝沼貴良、村上正博、山本公、根岸節子、田崎正夫、柴田睦子
- 美術担当 - 坂本信人
- 背景 - スタジオビッグ、トライアート、スタジオワールド、プロダクション・アイ、みにあ〜と、スタジオタオ
- 撮影 - 田主丸、いもがらぼくと、相澤健四郎、小西一広、安原俊之、菅沼清
- 編集 - 谷川幸男、田岡克美、厨川治彦、吉田千尋
- 録音 - アーツプロ
- 録音ディレクター - 本田保則
- 効果 - フィズサウンドクリエイション
- 調整 - 阿波良和
- 録音スタジオ - アバコスタジオ
- 現像所 - 東洋現像所（現・IMAGICA Lab.）
- 制作担当 - 由井正俊、中村正雄
- 制作進行 - 後藤友幸、芳原信、柏倉邦彦、斉藤一平、月森道代、広嶋秀樹、山田斉
- 制作協力 - スタジオワールド、A.I.C
- 制作 - フジテレビ、タツノコプロ、アニメフレンド

## 主題歌
オープニングテーマ - 『失われた伝説（ゆめ）を求めて』
作詞 - 売野雅勇 / 作曲 - タケカワユキヒデ / 編曲 - 久石譲 / 歌 - アンディ
エンディングテーマ - 『ブルー・レイン』
作詞 - 売野雅勇 / 作曲 - タケカワユキヒデ / 編曲 - 久石譲 / 歌 - 松木美音、アンディ
上記2曲を収録したEPレコードは、ビクター音楽産業]から発売された。
オープニングテロップではエンディングのタイトルが省略され、歌手名をエンディングの「アンディ/松木美音」としているため、オープニング曲を二人で歌っているかのような誤解を招くクレジットになっている。実際にはオープニングはアンディ単独、エンディングが二人による歌唱である。なお、EPレコードジャケットでは、曲名が「失われた伝説（ゆめ）を求めて/ブルー・レイン」表記になっている面がある。
オープニング映像とエンディング映像での歌詞テロップは、原曲の歌詞とは若干変更されている。例えば、オープニングの原曲版・サビ部分の「〜伝説（ものがたり）を〜」が、オープニング映像では「〜物語を〜」になっている。
アンディとは、元・シャープ・ホークスのメンバーであった小山真佐夫の愛称である。現在はアンディ小山名義で活動している。
アンディが主題歌を歌うに至った経緯は、作曲のタケカワユキヒデが当時、同じ所属事務所にいたアンディに声を掛けたことによる。当初アンディは子供向けアニメ主題歌の歌唱に難色を示したが、タケカワの「アニメの主題歌は、歌が上手い歌手が歌わないとチープな作品になってしまう。それに、色々な人に聴いてもらうことができる」と説得され了承した。
レコーディングではタケカワ自身が歌唱指導に当たり、英語詞部分を持ち前のネイティブな発音でフェイク気味に歌うアンディに対し「子供たちに分かり易く伝えるためには、カッコ良く歌い過ぎてはいけない」等の要請があったという。レコーディングでは「かなり全身全霊で歌った、自分のそれまでの中でもかつてなかった、Spiritのきっちり入った一曲でした」と後に述べている。
オープニングの『失われた伝説（ゆめ）を求めて』はマレーシアのロックバンドHujanが『Lonely Soldier Boy』（悲しき少年兵） のタイトルでカバー、2010年には表題曲にしてアルバムもリリースした。『Lonely Soldier Boy』は、英語詞の部分はそのまま、日本語部分をマレー語に翻訳されている。また、メロディの一部がアレンジされている。この事を知り感激したアンディがFacebookでHujanにコンタクトを取り交流が始まり、遂には渡馬しHujanのギター、ボーカルであるNohのライブに飛び入りでゲスト出演した。
同曲もNohのアコースティックギターだけによる演奏をバックにデュエットの形で披露され、観客も大合唱した。またこの渡馬の際に、Hujanのレコーディングスタジオでデュエットバージョンも録音されている。
2011年、アンディ小山が『失われた伝説（ゆめ）を求めて』をセルフカバーしたPVを作成しYouTubeで公開した（著作権上の問題で現在は削除されている）。

## 挿入歌
「やっつけろ!」
作詞 - 阿佐茜 作曲・編曲：久石譲　 歌：松木美音 はねおか仁（OVA）
作中で最も多く使われた挿入歌。イエローのコンサートシーンで使われる事が多かった。
「ふたりでいたい」
作詞 - 阿佐茜 作曲：小笠原寛 編曲：久石譲 歌：松木美音
第11話と第23話で使われた。カーラやシノブとの別れのシーンでかかる。
「DREAM EATERS」
作詞 - 阿佐茜 作曲：小笠原寛 編曲：久石譲 歌：松木美音
第19話と第20話で使用。ミントやアイシャの心情を示すソングになった。
「愛の小石」
作詞 - 阿佐茜 作曲：小笠原寛 編曲：久石譲 歌：松木美音
第17話と第19話、最終話で使用。アイシャへの思いで揺れるメンバーのシーンでかかった。
「荒れ野へ」
作詞 - 阿佐茜 作曲：小笠原寛 編曲：久石譲 歌：松木美音　 はねおか仁（OVAED）
第6話やOVAのEDで使用された。
「モスパダのうた」
作詞 - 阿佐茜 作曲：小笠原寛 編曲：久石譲 歌：松木美音
第13話のアイシャを追いかけるレイの夢の中で使用。第16話のイエローの行水シーンでは、バック演奏無しで使われた。

## 各話リスト
| 話数   | 放送日         | サブタイトル             | 脚本     | 絵コンテ | 演出       |
| ------ | -------------- | ------------------------ | -------- | -------- | ---------- |
| 第1話  | 1983年 10月2日 | 襲撃のプレリュード       | 富田祐弘 | 山田勝久 | 笠原達也   |
| 第2話  | 10月9日        | 失恋少女のマーチ         | 富田祐弘 | 山田勝久 | 小島正幸   |
| 第3話  | 10月16日       | 真昼の決闘コンサート     | 富田祐弘 | 秋山勝仁 | 秋山勝仁   |
| 第4話  | 10月23日       | 気分はサバイバル・ソング | 康村諒   | 野寺三郎 | 小島正幸   |
| 第5話  | 10月30日       | ライブ・イン・強奪作戦   | 並木敏   | 神井裕行 | 五月女有作 |
| 第6話  | 11月6日        | 突ッ張り少女ブルース     | 富田祐弘 | 小島正幸 | 小林真理   |
| 第7話  | 11月13日       | 亡き勇者のラグタイム     | 並木敏   | 野寺三郎 | 五月女有作 |
| 第8話  | 11月20日       | ジョナサンのエレジー     | 康村諒   | 小島正幸 | 小林真理   |
| 第9話  | 11月27日       | ロスト・ワールド遁走曲   | 富田祐弘 | 康村正一 | 康村正一   |
| 第10話 | 12月4日        | 戦場のレクイエム         | 康村諒   | 小島正幸 | 小林真理   |
| 第11話 | 12月11日       | 遠い希望のララバイ       | 並木敏   | 秋山勝仁 | 秋山勝仁   |
| 第12話 | 12月18日       | 要塞突破ブギ             | 寺田憲史 | 小島正幸 | 小林真理   |
| 第13話 | 12月25日       | 砂嵐プレイバック         | 富田祐弘 | 野寺三郎 | 五月女有作 |
| 第14話 | 1984年 1月8日  | ミントの結婚行進曲       | 寺田憲史 | 小島正幸 | 小林真理   |
| 第15話 | 1月15日        | 仲間割れのバラード       | 富田祐弘 | 矢沢則夫 | 笠原達也   |
| 第16話 | 1月22日        | トラップ・レゲエ         | 並木敏   | 小島正幸 | 小林真理   |
| 第17話 | 1月29日        | 白夜のセレナーデ         | 康村諒   | 康村正一 | 康村正一   |
| 第18話 | 2月5日         | 老兵たちのポルカ         | 寺田憲史 | 小島正幸 | 小林真理   |
| 第19話 | 2月12日        | 氷河都市のフォルテ       | 並木敏   | 野寺三郎 | 五月女有作 |
| 第20話 | 2月19日        | 夜空のバースディソング   | 富田祐弘 | 小島正幸 | 小林真理   |
| 第21話 | 2月26日        | 殺しのアルペジオ         | 寺田憲史 | 又野弘道 | 笠原達也   |
| 第22話 | 3月4日         | ニューヨーク・ビーバップ | 寺田憲史 | 小島正幸 | 小林真理   |
| 第23話 | 3月11日        | 黒髪のパルティータ       | 富田祐弘 | 野寺三郎 | 五月女有作 |
| 第24話 | 3月18日        | 闇のフィナーレ           | 富田祐弘 | 小島正幸 | 小林真理   |
| 第25話 | 3月25日        | 光のシンフォニー         | 富田祐弘 | 山田勝久 | 笠原達也   |

## OVA
OVAとして 1985年9月21日に、当時定価3,360円にて「ビクター音楽産業）」より発売。商品番号 VDR-1086。正式な題名は『機甲創世記モスピーダ LOVE , LIVE , ALIVE』。
イエローのミュージック・ビデオとしての内容で、ごく短時間ながら新作画フィルムあり。

### 挿入歌
「ミッドナイト・ライダー」 作詞：阿佐茜 /作曲:久石譲 /編曲：久石譲 /歌：はねおか仁（羽岡 仁）

### 国外作品
2013年7月23日に米国本土で発売された海外オリジナル・ビデオ・アニメーション (OVA)『ロボテック： 愛・生・希望』（Robotech: Love Live Alive）には、上記よりさらに短時間 ながら、米国独自の新作画フィルムと新たな女性の登場人物「ケイ」（Kay , 声 - ウェンディー・リー）が登場。インビッド占領下でマスコミ活動が制限された環境のため、報道記者と芸能リポーターの役割を兼務しながら、世界的に有名な歌手でありダンサーでもあるイエローを追いかけている。

## 商品化

### 放送当時
メインスポンサーは学研。主役メカの玩具を発売した他、同社発行のアニメ雑誌『アニメディア』で積極的に特集記事を組み、『アニメディア』の別冊としてムックも発売した。学研の可変トイは国内ではモスピーダとレギオスのみだった。そのほか、より小さいスケールの、ウィルビィ製造、セブン販売のレギオス&トレッドの合体可能なチープトイも発売された。これと同時期に販売されていたモスピーダのチープトイとはコンセプトが同一であるために余剰部品も多い。
プラモデルは学研、今井科学、エルエスが発売した。学研が1/12 モスピーダ（ライドアーマー・スティック タイプ、レイ タイプ）、1/48 レギオス（アーモソルジャー）の非変形モデル、今井科学が1/48 可変レギオス、1/12 可変モスピーダ（スティック＆レイ タイプ）、1/12 可変ブロウスーペリア（イエロータイプ）、1/72 レギオス（アーモファイター、アーモダイバー、アーモソルジャー）、1/15 モスピーダ（スティック タイプ、レイ タイプ）、バートレー、ブロウスーペリア、エルエスが1/100 レギオス、モスピーダ（ライドアーマー スティック タイプ、レイ タイプ）、アーマーバイク（スティック タイプ）を発売した。レギオスの肩ミサイルポッドの付き方など、学研版は今井科学版やエルエス版とは微妙に解釈が異なる。3社中、非変形のアーマーバイク形態をモデル化したのはエルエスのみで、関節固定、立ちポーズのライディングスーツを装着した搭乗者フィギュアが付属した。
模型関連のアイテムとして、今井科学とエルエスの共同編集で『機甲創世記モスピーダ情報』が発行された。これは今井科学、有井製作所の『超時空要塞マクロス情報』 → 『超時空情報』、グンゼ産業の『特装機兵ドルバック ニュース』と同様、模型やアニメに関する情報をまとめた小冊子である。サイズもそれらの冊子と同じで封筒に入れ、普通郵便として送る事ができる縦長の体裁だった。記事の内容は作画用設定を使ったキャラやメカの解説と、商品の紹介が中心である。模型店で頒布された他、キットの組立説明書に印刷された点数券を規定点分集め、今井科学とエルエスのどちらかに送る事でも入手できた。
ボードゲームはツクダホビーから、ボードウォー・シミュレーションゲームの『ジェネシスクライマー』（戦術級）が出ている。
文具関連の商品は、ショウワノートから発売されていた。
海外ではトレッドがロボテック展開時に、学研のトイ風の商品が発売されている。レギオスと合体が可能だったため、国内で未発売の物の原型か金型が海外に渡り商品化されたのではないかと言われている。放映当時、ロボテックのトイを販売していたのは英国のマッチボックス社（en:Matchbox (toy)）で、インビットのグラブ等のトイも存在していた。94年にプレイメイツ社（en:Playmates Toys Inc）より再発売されている。
なお、この作品の商品としてではないが、タツノコプロと今井科学の両方の正規品として、1984年にモノグラム社から、『GO-BOTS』シリーズの「CY-KILL」としてブロウスペリア、「LEADER-1」としてレギオス・ゼータのプラモデルキットが販売されている。

### 放送終了後
プラモデル
2006年に今井科学版の可変モデルを青島文化教材社が再発売している。
2012年には、WAVEが1/72 レギオス・アーモソルジャー形態のキットを発売した。スケールこそかつてのイマイ版非可変モデルと同じだが、荒牧伸志による各部パーツバランスやディテール、マーキングの再設定（リファイン）稿を元にした、まったくの新設計キットである。接着剤不要のスナップフィットモデルで、各関節にポリキャップを使用したフル可動仕様。マーキングデカールが付属している。3月にエータ、4月にゼータ、5月にイオタと3ヶ月連続でリリース。
トイ（国内版）
2007年2月、ワンダーフェスティバルにてシーエムズコーポレーションがBRAVE合金のレギオスとトレッドの発売を発表。後にモスピーダ、ブロウスーペリアが発表された。その後、モスピーダ（スティック・レイタイプ）は翌年の1月、レギオスとトレッド は3月、ブロウスーペリアは9月、女性用ライディング・スーツ（素体）を新造したフーケ・エローズ搭乗の「バートレー」（VR-038L）が11月に、シノブ・タケウチ搭乗の「ダーク・バートレー」（VR-038LS）が12月に発売された。なお、レギオスのうちイオタはシーエムズWebサイト限定で、ゼータはネット通販限定で発売された。2009年5月に追加パーツを同梱したバージョンも発売された。同時期にダークモスピーダ2種も数量限定で発売されている。なお、モスピーダの一般兵士タイプと指揮官タイプ、スティック・レイタイプモスピーダ2種とブロウスーペリアのスペシャルカラーバージョンが会場限定で発売された。
同時期にはメガハウスも、BREVE合金と同スケールのスティック、レイ用の変形モスピーダを発売している。
2007年7月、青島文化教材社よりトイナミ社（en:Toynami）のレギオス3種類を、国内向けにミサイル・ポッド他の追加パーツや関節強化を加え新世紀合金のブランドで発売することを発表し、11月に発売した。スケール表記は1/48。なお、他のラインナップとしてトイナミが開発しているものとは別物のトレッドが発表されたが開発中止となり、2009年7月にトイナミ製のトレッドをOEMで発売している。
この他、2009年1月に「株式会社ビーグル」より、1/10完全変形の「ライドアーマー&アーマー・バイク（VR-052F/T モスピーダ）」が発売された。その完成度の高さから、ロボテック公式サイト（www.robotech.com）では、海外トイナミ社(en:Toynami)で自社製品企画を破棄し、同ビーグルの製品をOEM仕様として、またはそのまま同社より輸入する形で、米国他の海外圏で「マスターピース・コレクション」として発売された(下記参照)。なお、ビーグル社は2011年2月に破産し、後続製品として予定されていたバートレー二種（テストショット完成）とブロウスーペリアは発売されていない。
フィギュア（国内版）
シーエムズコーポレーションより、2009年2月25日に「機甲創世記モスピーダ ライディングスーツフィギュアセット」（ジョナサン・ウルフの顔部が付属）、2009年11月21日に「機甲創世記モスピーダ フィギュアコレクション」（スティック、レイ、フーケ、イエロー、シークレット扱いのイエローの女装姿）が発売されている。田宮模型のミリタリーミニチュアシリーズに似たコンセプトを持ち、BRAVE合金シリーズのアーマーバイク（約1/18 - 1/20スケール）にジオラマとして組み合わせることを目的としている。
トイ（海外版）
2004年にアメリカの玩具メーカーのToynami社からRobotechの商品化が発表され、レギオス（alpha）の非変形のアクションフィギュアと可変トイ（生産数限定のマスターピース・ブランド）が販売された。前者は国内ではエポック社が「モスピーダ」ブランドとして販売、後者はロボテックブランドのまま一部が直輸入された。また、可変トレッド（Beta）も2008年12月に発売された。トレッドはToynami製レギオスだけでなく、新世紀合金版レギオスとの合体も、レギオスエータとトレッドエータなど同系同士に限り可能。このトレッドは、日本国内では翌年にアオシマからOEM仕様で発売される。
タツノコプロとビックウエストの権利裁判闘争の結果、ロボテック公式サイトでの通販は日本国内からは利用することが出来ない（発送先にJapanの指定が出来ない）ため、アオシマによる正規販売以前は個人が渡米した際の土産物として手荷物で持ち込むか、第三国を経由して輸入されるかしか入手方法がなかった。
- なお、ライドアーマーの変形は元来の設定によると、タンク部とフロントカウル部が分離し、離れて出来た間隙からライドスーツを着たライダーがアーマー本体（バイクエンジン部空間）に滑り込むようにして、アーマーが下から包むように着装する。変形前後でアーマーの前面側と後面側を繋ぎ続けているパーツが無いので、設定に従うなら、ライドアーマーは前後に2分割してライディングスーツに装着する事になる。対して、かつて市販されたライドアーマー関係のアイテムは、フロントカウル部とタンク部を繋げる事で、逆にアーマーを上から被せるように変形させる事で、分割せずに変形させる物が多い。最も出来が良いとされたビーグル社製品も、フロントカウル部とタンク部がリンクで結合されており、アーマーの固定には股間部のパーツを用いている。上記の通りこの固定方法は設定とは大きく掛け離れている。

DVD
2001年に単品版・全6巻が、2007年にComplete BOXがコロムビアミュージックエンタテインメントより発売。後者は税込み9,975円と、単品版3枚分より安価となっている。
Blu-ray
タツノコプロ創立50周年の記念事業「タツノコプロ テレビアニメシリーズ ブルーレイBOXコレクション」のラインナップの一つとして、2013年3月27日にブルーレイBOXが発売（全4枚・1BOX）。

## 放送局
放送日時は個別に出典が掲示されているものを除き、1984年2月中旬 - 3月上旬時点のものとする。
| 放送期間                      | 放送時間           | 放送局         | 対象地域   | 備考                               |
| ----------------------------- | ------------------ | -------------- | ---------- | ---------------------------------- |
| 1983年10月2日 - 1984年3月25日 | 日曜 9:30 - 10:00  | フジテレビ     | 関東広域圏 | キー局                             |
|                               |                    | 北海道文化放送 | 北海道     |                                    |
|                               |                    | 東海テレビ     | 中京広域圏 |                                    |
| 1983年10月7日 - 1984年3月30日 | 金曜 17:30 - 18:00 | 関西テレビ放送 | 関西広域圏 | 最終回のみ金曜17:00-17:30で放送    |
| 1983年10月8日 - 1984年3月31日 | 土曜 18:00 - 18:30 | 仙台放送       | 宮城県     |                                    |
| 1983年12月11日 - 1984年6月3日 | 日曜 9:30 - 10:00  | 福島テレビ     | 福島県     | キー局と同時刻であるが遅れネット。 |
| 不明                          | 月曜 17:25 - 17:55 | 新潟総合テレビ | 新潟県     |                                    |
|                               | 火曜 16:00 - 16:30 | テレビ静岡     | 静岡県     |                                    |
|                               | 日曜 10:00 - 10:30 | テレビ新広島   | 広島県     |                                    |
|                               | 土曜 7:30 - 8:00   | テレビ西日本   | 福岡県     |                                    |

### 再放送
- 2015年10月6日（10月5日深夜） - 2016年3月22日（3月21日深夜）の2:00 - 2:30に、サンテレビで放送された[19]。兵庫県内においては昭和期に関西テレビで、大阪府では1986年にテレビ大阪でそれぞれ放送されていたため、実質再放送である。日本国内では29年ぶりの地上波放送にして、平成期では初の放送でもある。
- 2016年5月26日より、毎週月曜日から金曜日に掛けての帯番組として、東京MX2局にて、東京シティ競馬中継 / TCKによる競馬中継の開催日以外の17:00 - 17:30に放映された。関東圏では昭和期以来の33年振り。映像素材の画質はHD画質だが、放送は標準画質映像 (SD)[20][21]。なお、TOKYO MXが提供する無料の動画配信（IPサイマル放送）サービス、またはそのアプリケーションソフトウェアである エムキャス （MX CASTING） でも同時配信された[22]。MXTV2での放送画質は通常画質だがエムキャスの画質はHD画質で放送されている。
- 2024年7月6日より12月21日まで BS12 トゥエルビのアニメ26枠にて2:00 - 2:30に放映された。

CS局では、AT-Xにて、過去に数回放送されている。

## ネット配信
- 2012年8月、タツノコのネット配信ブランド「タツノコ劇場」を通して、ニコニコチャンネルで有料配信中。一時期、5話ごとの1週間限定無料配信も行っていた。
- Screenplusとミランカのアニメchにて配信していた。screenplusは2006年6月30日、ミランカは2009年6月30日をもってサービス終了した。
- Yahoo!動画にて、2006年8月15日から2007年8月14日・2007年10月1日から2007年12月31日まで配信された。
- Hulu（ジャパン）にて、2015年9月25日より配信された。

## プロトモスピーダ計画
2007年（平成19年）より発足・始動。荒巻のデザインしたアーモバイクの原型車輌を実車をもって再現する計画。ベース車輌にはSUZUKI GSX1300BK B-KINGを使用し、3年の歳月を掛けて完成。実際に公道での走行が可能な車輌が完成した。計画の全容は プロトモスピーダプロジェクト公式サイト で公開されている。また、同サイトでは走行する実車の動画も視聴可能。